# Jan III Sobieski
Jan III Sobieski herbu Janina (ur. 17 sierpnia 1629 w Olesku, zm. 17 czerwca 1696 w Wilanowie) – król Polski od 1674, hetman wielki koronny od 1668, hetman polny koronny od 1666, marszałek wielki koronny od 1665, chorąży wielki koronny od 1656, starosta jaworowski w latach 1644–1664, krasnostawski, kałuski po 1668 roku, stryjski po 1660 (po śmierci poprzedniego starosty Krzysztofa Koniecpolskiego) roku, gniewski w latach 1667–1696, barski w latach 1669–1672, międzyłęski w latach 1673–1696, osiecki w latach 1673–1696, pucki w latach 1678–1696.
Jego dwudziestodwuletnie panowanie było okresem stabilizacji Rzeczypospolitej po zawirowaniach powstania Chmielnickiego, wojny polsko-rosyjskiej i potopu szwedzkiego. Uchodził za wybitnego dowódcę wojskowego i cieszył się popularnością wśród poddanych. Zwycięstwa w wojnie z Imperium Osmańskim umocniły jego pozycję polityczną. Największy triumf odniósł w bitwie pod Wiedniem w 1683 r. Po tym wydarzeniu Turcy nazwali go „Lwem Lechistanu”, a papież Innocenty XI w 1684 r. uhonorował tytułem Fidei Defensor (obrońcy wiary). Pełna tytulatura władcy brzmiała wówczas: "Z Bożej łaski król Polski, wielki książę litewski, ruski, pruski, mazowiecki, żmudzki, inflancki, smoleński, siewierski i czernihowski, Obrońca Wiary". Uważany jest za jednego z najwybitniejszych polskich monarchów i wodzów.

## Przodkowie

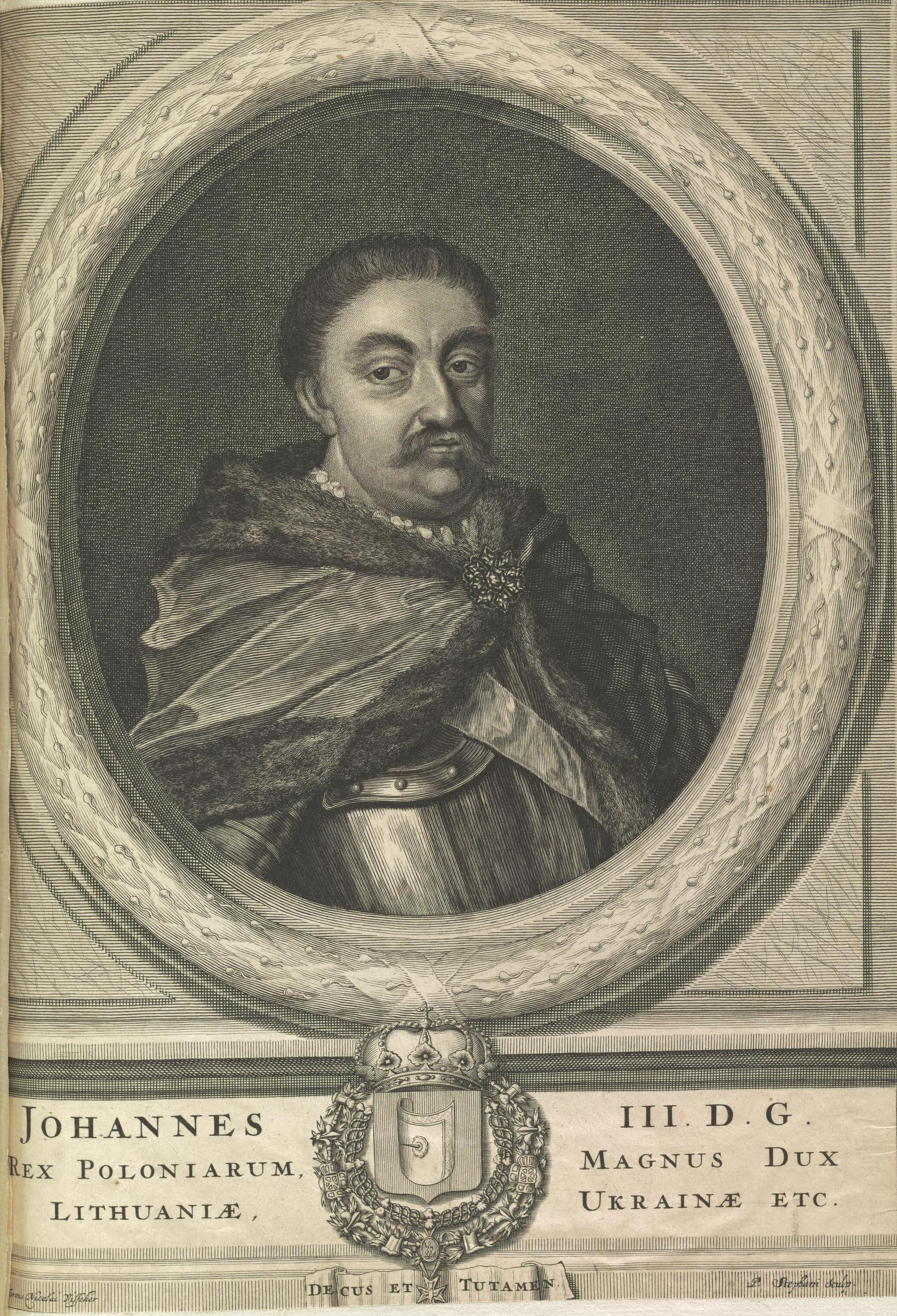
Jan III Sobieski (1689)

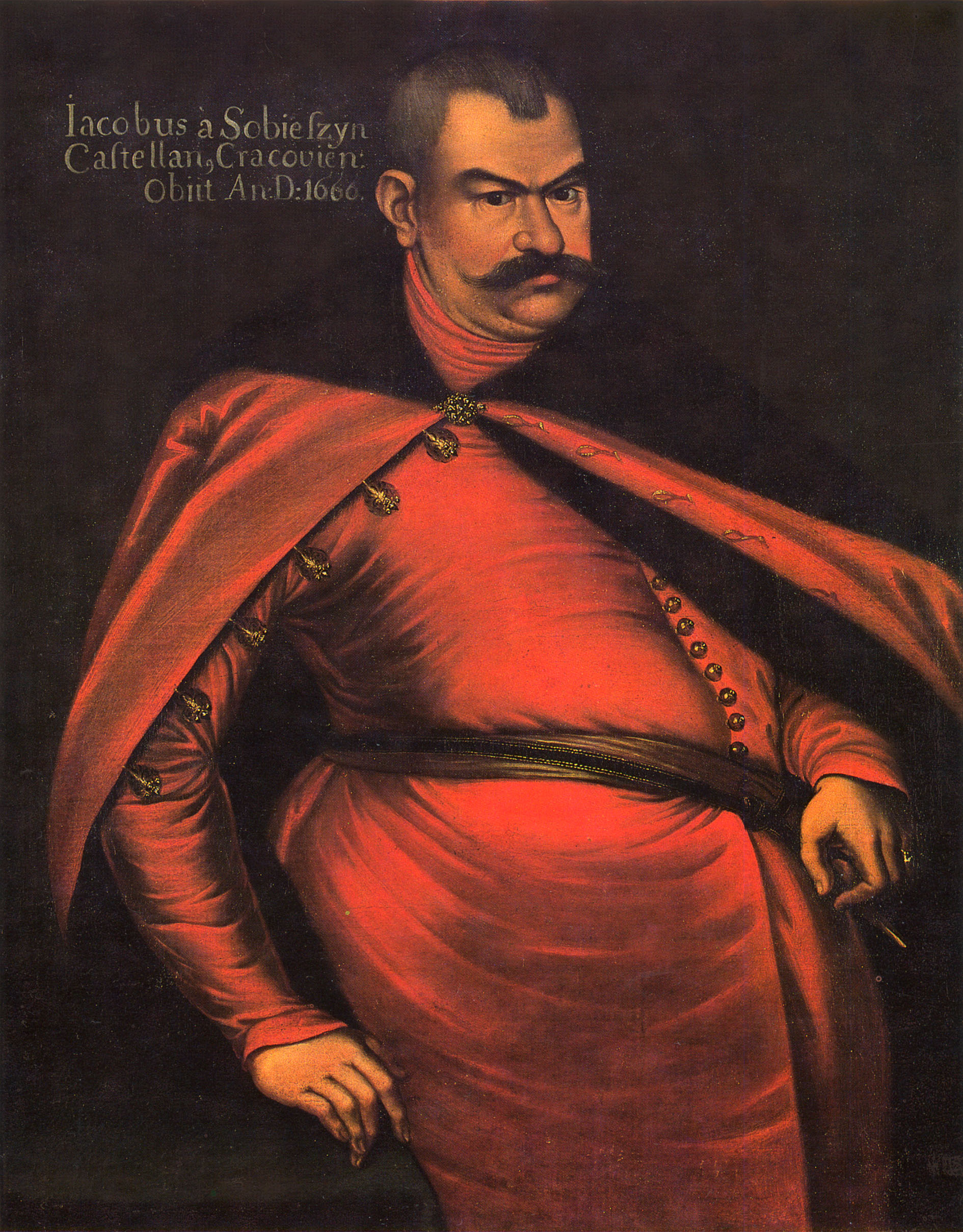
Jakub Sobieski, ojciec króla

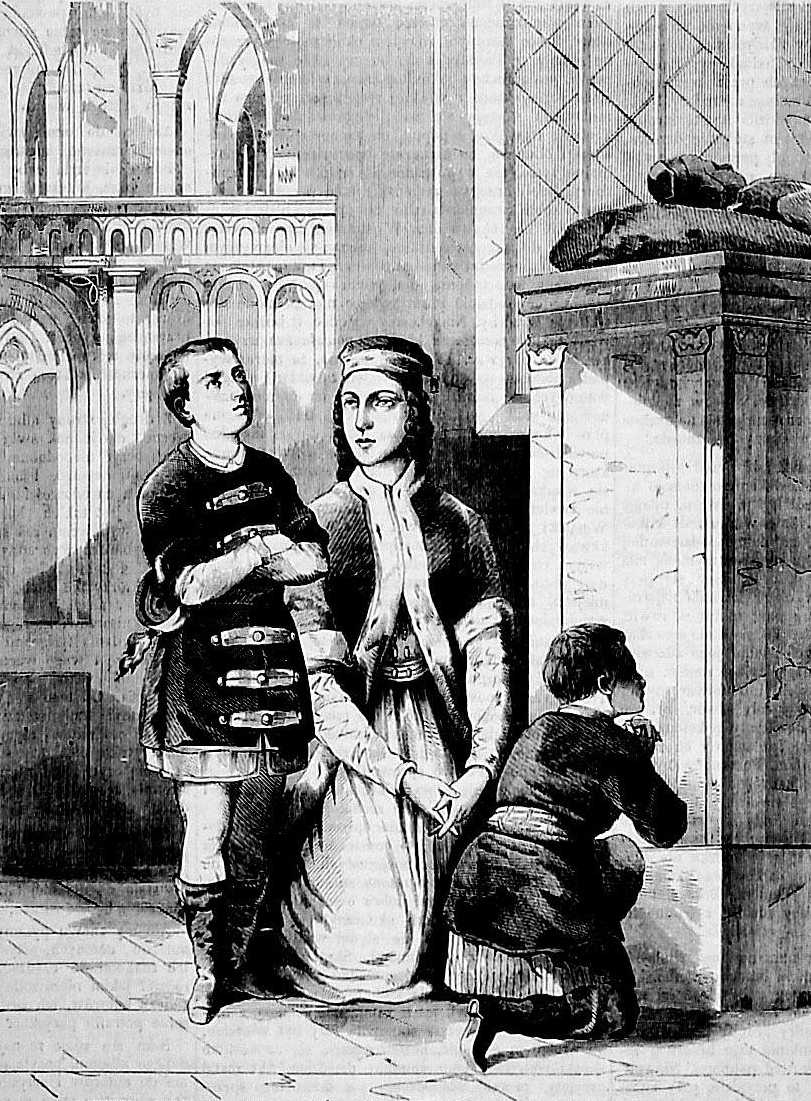
Jan Sobieski z matką i bratem

Jan Sobieski pochodził z rodu Sobieskich z Sobieszyna, który w okresie życia jego dziada Marka Sobieskiego dołączył do grona rodów magnackich. Jego ojciec, Jakub Sobieski, pod koniec życia był kasztelanem krakowskim. Po matce, Zofii Teofili z Daniłowiczów, wojewodziance ruskiej, Jan był spokrewniony z potężnym rodem Żółkiewskich. Był prawnukiem hetmana wielkiego koronnego Stanisława Żółkiewskiego. Hetman Stanisław Żółkiewski należał do grona najbardziej wykształconych ludzi swojej epoki. Zarówno Marek, jak i Jakub Sobieski oprócz sprawowania wysokich pozycji państwowych, odznaczyli się też zasługami na polu walki. Krewni przyszłego króla od strony Sobieskich, Daniłowiczów i Żółkiewskich zasłużyli się szczególnie w walkach z wyznawcami islamu – Turkami i Tatarami, ginąc nieraz w brutalnych okolicznościach, co nie pozostało bez wpływu na jego ukształtowanie. Po latach wspominał: „(...) pradziad, dziad, wuj i brat rodzony od pogańskiej położony ręki; jakiego przykładu w domach, lubo rycerskich i wojennych, podobno mało się trafiało”.

## Młodość
Jan III Sobieski urodził się w piątek 17 sierpnia 1629 r. pomiędzy godziną 14.00 a 15.00 na zamku w Olesku, który odziedziczyła w spadku jego matka. W tym samym miejscu według jednej z hipotez przyszedł na świat jego poprzednik na tronie, Michał Korybut Wiśniowiecki (według drugiej, miało to miejsce w pobliskim Białym Kamieniu). Jeśli wierzyć późniejszej autobiografii króla, w dniu jego narodzin pod zamek podjeżdżały oddziały tatarskie. Dzieciństwo spędził w rezydencji pradziada w Żółkwi, która później, w dorosłym życiu była jego ulubioną. "Komnaty pałacu w Żółkwi, który kiedyś zamieszkiwał hetman, pozostały nienaruszone, w takim stanie, w jakim były za jego życia.(...) Znajdowały się w nim nie tylko rzeczy osobiste, zbroja i broń, ale i buława, ofiarowana mu kiedyś przez papieża, i skrwawione szaty poległego bohatera". Młody Jan wychowywał się w atmosferze kultu dla osoby wielkiego przodka po kądzieli, którego przedstawiano mu jako wzór postawy żołnierza i obywatela.

### Edukacja
Otrzymał staranne wykształcenie, zdobywane w całości wraz z bratem Markiem, ściśle według instrukcji sporządzonej przez ojca. Jakub Sobieski polecał zdobycie przez synów gruntownej znajomości kilku języków. Oprócz nauki słownictwa i zasad gramatyki ojciec nakazywał też konwersację w językach obcych, tłumacząc, że „milczeniem żaden się żadnego języka nie nauczył”. Instrukcja ta obejmowała także inne dziedziny nauki do opanowania przez synów, ćwiczenie pobożności, ale też obowiązkowy relaks w chwilach wolnych oraz utrzymywanie higieny osobistej. Dodatkowo, po przybyciu do Krakowa w 1640, Jan wraz z bratem nie zapisał się od razu do szkoły, ale przez kilka miesięcy prywatnie pogłębiali swoją znajomość łaciny.
W latach 1640–1643 uczęszczał do Kolegium Nowodworskiego w Krakowie, dzięki uprzednim prywatnym lekcjom i doskonałym wynikom egzaminu wstępnego, rozpoczynając wraz z bratem edukację od razu od klasy drugiej (tzw. „poetyki”). Uczył się wówczas pod okiem najlepszych nauczycieli, m.in. Andrzeja Lipińskiego (retoryka), Samuela Kruszewicza (dialektyka), czy wreszcie jednego z prywatnych nauczycieli – Jana Cynarskiego, który odegrał wielką rolę w jego wychowaniu. Lansowali oni model wodza-żołnierza, koncepcji rządów nad państwem wybitnej jednostki, zerwanie z powszechnymi nawykami szlacheckimi, stałe utrzymywanie gotowości bojowej państwa i zapewnienie skarbowi państwowemu odpowiednio wysokich dochodów. Stało to w opozycji do realiów demokracji szlacheckiej. Ostatnią klasę w kolegium (dialektyki) Jan ukończył wraz z bratem w półroczu zimowym 1642/1643, co dało im asumpt do rozpoczęcia studiów wyższych.
W latach 1643–1646 studiował na Wydziale Filozoficznym Akademii Krakowskiej. W czasie studiów nawiązał przyjaźń z dziekanem Wojciechem Dąbrowskim, który miał ponoć przepowiedzieć mu koronę królewską. W nauce bracia Sobiescy wykazywali się wielką pilnością i sumiennością, a nabywanie nowych umiejętności – nadzorowane przez guwernera i nauczycieli prywatnych – zajmowało im większość czasu. 5,5-letnia edukacja w Kolegium Nowodworskiego i Akademii Krakowskiej odegrała wielką rolę w dalszym życiu Jana.

### Grand Tour
Po studiach, wraz z bratem Markiem, przebywał dwa i pół roku za granicą, zwiedzając kraje Europy Zachodniej. Zwiedził Niemcy (m.in. Berlin i Lipsk), Niderlandy (Antwerpię, Brukselę, Lejdę i Hagę), dogłębnie Francję (m.in. Paryż, Chartres, Orlean, Blois, Angers, La Rochelle, Poitiers, Lyon, Marsylię) i Anglię (Londyn). W trakcie podróży studiował teksty klasyczne (Tacyt, Salustiusz, Liwiusz, Swetoniusz) oraz historię Francji (Jean de Seres). Poznał wielu wybitnych dowódców i przywódców politycznych, m.in. Wielkiego Kondeusza, króla Karola II Stuarta, Wilhelma II Orańskiego. Ćwiczył się też w wojskowości (m.in. zapoznawał się z organizacją armii francuskiej, szwedzkiej i hiszpańskiej, oglądał najlepsze wówczas w Europie fortyfikacje w Niderlandach i słuchał wykładów na ich temat). Obserwację kwestii wojskowych ułatwiała okoliczność, iż w Europie trwała wówczas wojna trzydziestoletnia. W Paryżu zastała go wiadomość o śmierci ojca, tam też uczestniczył w specjalnej mszy żałobnej, odprawionej przez legata papieskiego. Również w stolicy Francji zapisał się do Czerwonej Kompanii gwardii królewskiej. W Lejdzie poznał Jan Sobieski uczonego Salmazjusza oraz uzupełniał wykształcenie w zakresie nauk ścisłych. Razem z bratem Markiem uczył się matematyki i fortyfikacji wykładanej przez Stampiona, nadwornego matematyka księcia Orańskiego. 

### Wykształcenie
Na tle współczesnych Jan III Sobieski był bardzo dobrze wykształconą osobą. Dzięki intensywnej nauce języków oraz podróżom stał się poliglotą, który nabył biegłej znajomości łaciny, francuskiego, niemieckiego oraz podstaw włoskiego, tureckiego i greki. Najważniejsze w przyszłym życiu były umiejętności retoryki, która w szkole Nowodworskiego stała na naprawdę wysokim poziomie. W późniejszym okresie nauczył się również podstaw języka tatarskiego dzięki czemu mógł osobiście przesłuchiwać tatarskich jeńców wziętych do niewoli pod Wiedniem. W wieku 50 lat rozpoczął naukę języka hiszpańskiego aby móc swobodnie czytać w tym języku.
Dzięki znajomości wielu języków oraz pasji czytania książek Jan III Sobieski stał się dobrze wykształconym humanistą, znającym zarówno literaturę klasyczną jak nowożytne dzieła wolnomyślicieli. Wystarał się nawet u papieża o specjalną „licencyję do czytania ksiąg zakazanych” dzięki czemu był obeznany z literaturą kacerską i innowierczą. Był też bibliofilem, który w wilanowskiej bibliotece zgromadził prywatną kolekcję książek w księgozbiorze liczącym około 7000 woluminów. Do zbiorów bibliotecznych Sobieskiego weszły książki, które należały do dwóch wielkich hetmanów- jego pradziada Stanisława Żółkiewskiego oraz zwycięzcy spod Kircholmu Jana Karola Chodkiewicza. Posiadał kilka bibliotek w swoich zamkach, pałacach i kamienicach we Lwowie. Zatrudniał bibliotekarzy oraz zlecał zakupy dużych ilości książek w zachodniej Europie. Księgozbiorem Jana III zajmował się m.in. polski matematyk oraz naukowiec Adam Adamandy Kochański 
Król pasjonował się też geografią. Był honorowym członkiem oraz protektorem pierwszego w historii stowarzyszenia geograficznego, włoskiej Akademii Argonautów (wł. Accademia cosmografica degli argonauti) założonej w 1684 roku przez franciszkanina Vincenza Coronelli. Kolekcjonował książki o tematyce geograficznej, widoki miast oraz mapy, których posiadał pokaźną kolekcję.
Sobieski miał bardzo wszechstronne zainteresowania naukowe. Interesował się szczególnie matematyką, astronomią, architekturą oraz inżynierią. Utrzymywał kontakty z wybitnymi osobistościami świata nauki. Korespondował z uznanymi uczonymi m.in. z Gottfriedem Leibnizem. Osobiście znał polskich uczonych takich jak Tytus Liwiusz Burattini, Stanisław Solski oraz słynny gdański astronom Jan Heweliusz, któremu Sobieski asystował podczas pracy i obserwacji gwiazd. W 1668 roku zamówił u niego zestaw instrumentów obserwacyjnych: globus niebieski i ziemski, mikroskop, dwie lunety i polemoskop, które Heweliusz dla niego osobiście wykonał. Astronom pochwalił znajomość astronomii króla we wstępie do swojego dzieła Machinae coelestis pars posterior rerum uranicarum observationes wydanym w Gdańsku w roku 1679.
Nabył też umiejętności w pisarstwie, wymowie oraz rozległej wiedzy historycznej, przede wszystkim jednak perfekcji w stojącej na wysokim poziomie w Krakowie retoryce, która spełniała wówczas rolę przysposobienia młodzieży szlacheckiej do pełnienia funkcji publicznych. W pisanych wówczas pracach już wtedy przedstawiał swoje poglądy na temat Turcji („...tego świata wszystkiego rozbójnika i wiecznie głodnego nieprzyjaciela”), czy niedoskonałości ustrojowych państwa (m.in. krytyka sejmu, na którym sprawy publiczne wypierane są przez „pożytki” prywatne, a dobro państwa przez interesy możnych).
Na podstawie dostępnych obecnie źródeł i opracowań wiemy, że księgozbiór Jana III w chwili przekazania go Załuskim liczył około siedem tysięcy ksiąg. Wnioskować z tego należy, że nie był on mniejszy w ostatnich latach życia Jana III. Jak podaje Stanisław Lisowski, w latach 1689–1740 istniało dziesięć katalogów książek, z których zachował się tylko jeden noszący tytuł Katalog książek biblioteki najjaśniejszego i najpotężniejszego króla polskiego z Bożej łaski, Jana III szczęśliwie panującego, spisany w 1689 roku.

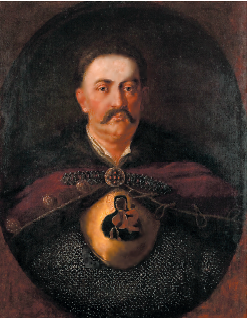
Jan III Sobieski z ryngrafem z podobizną Obrazu Matki Boskiej Częstochowskiej, MNWr

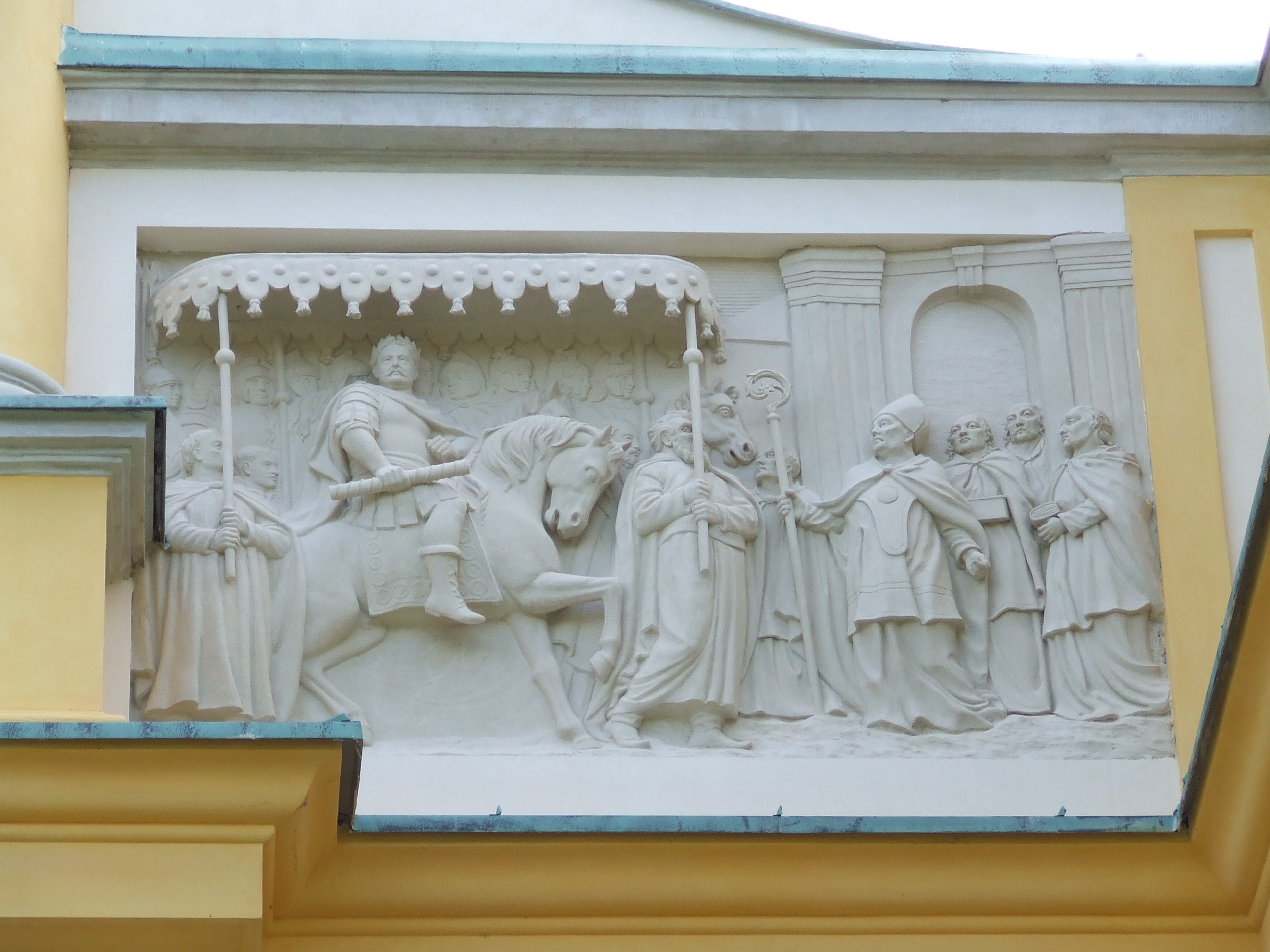
Koronacja na króla hetmana Jana Sobieskiego w 1676, płaskorzeźba na pałacu w Wilanowie

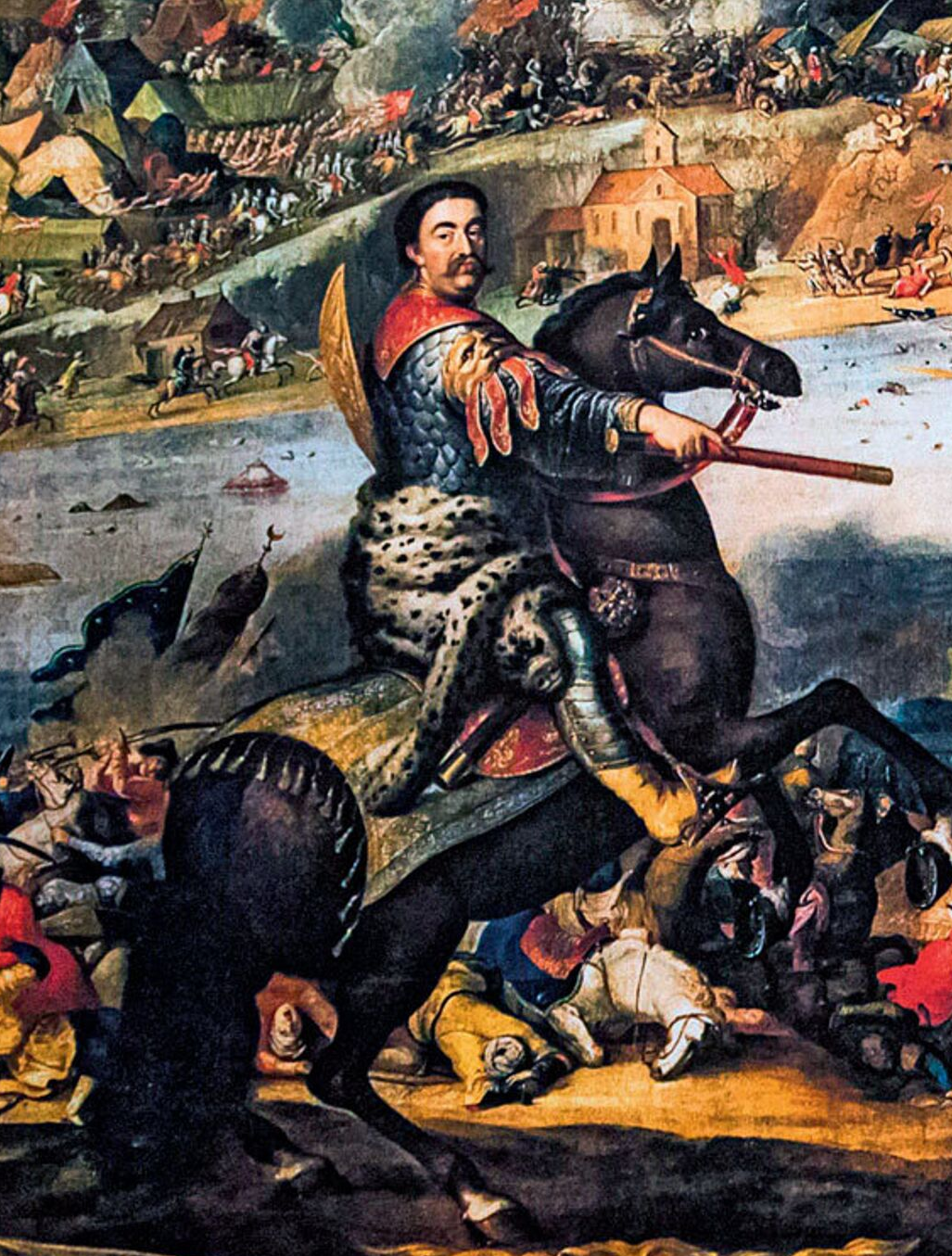
Jan Sobieski pod Chocimiem 1673

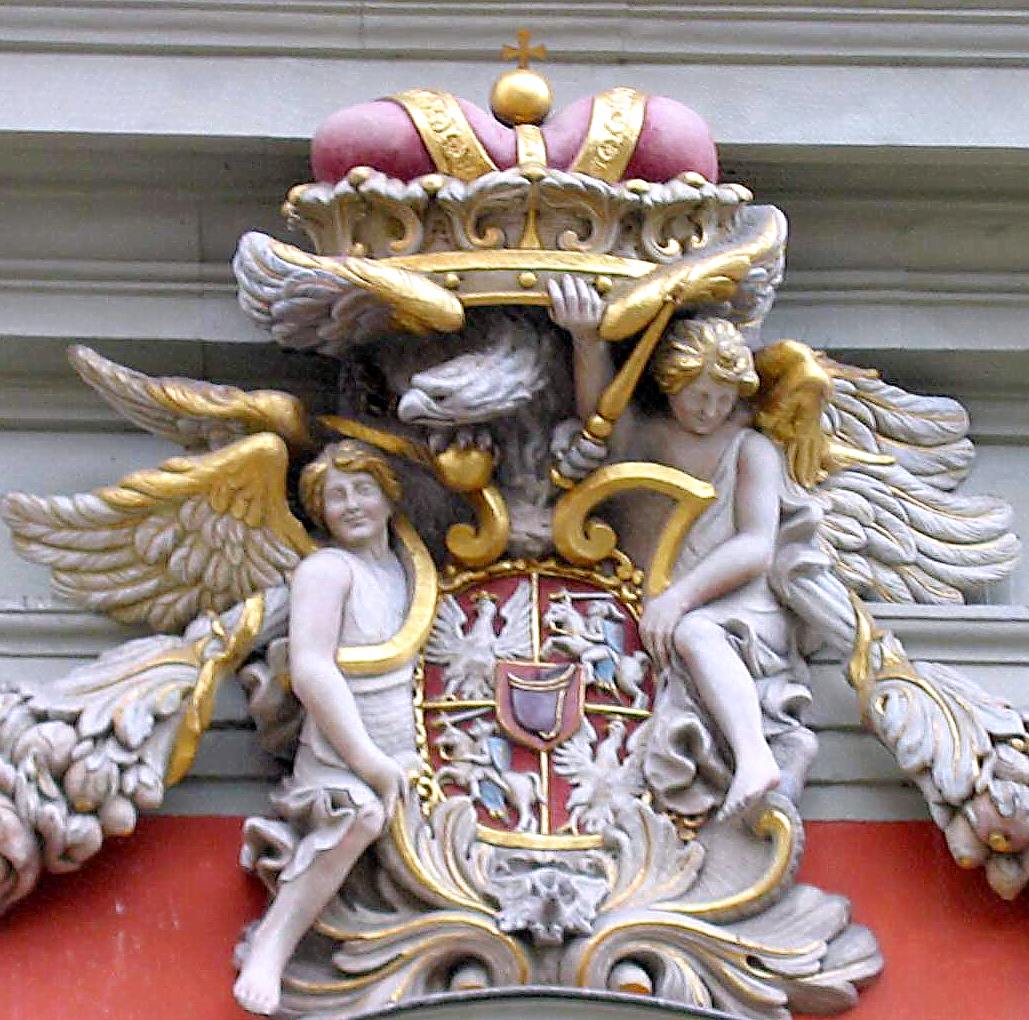
Korona majestatyczna Jana III Sobieskiego na kaplicy Królewskiej w Gdańsku

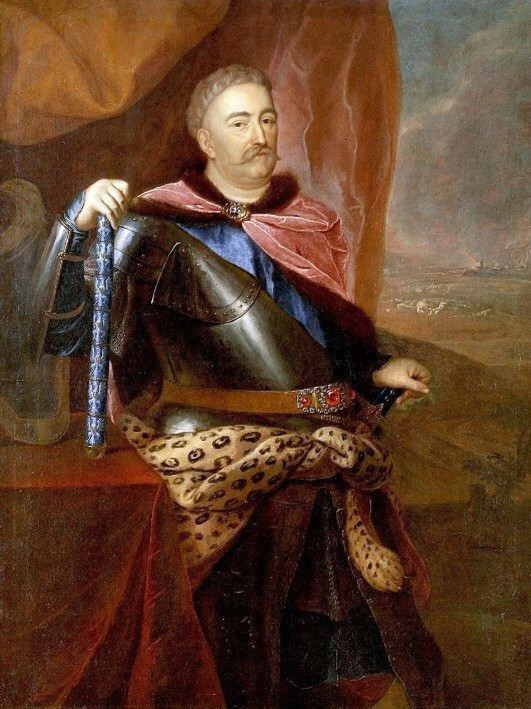
Król Jan III Sobieski z Wielką Wstęgą Orderu Świętego Ducha

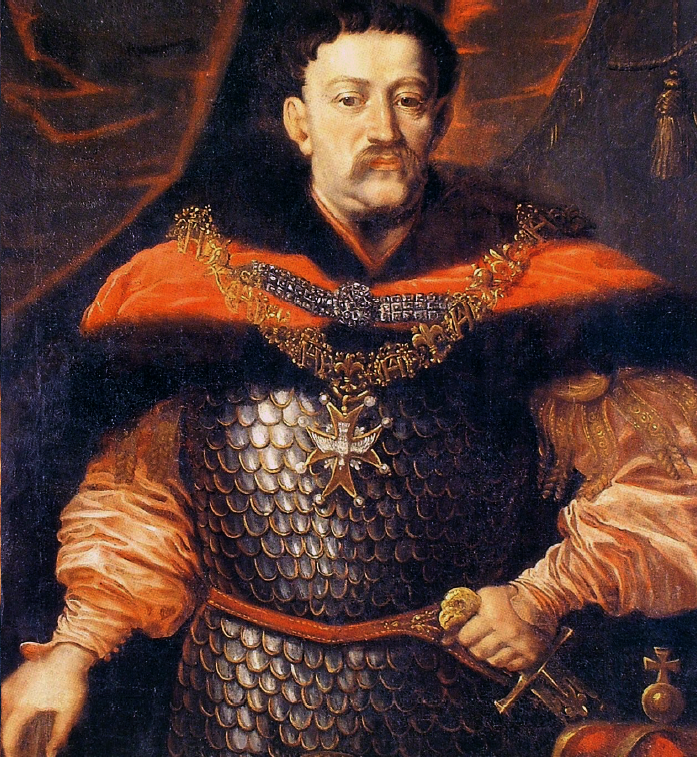
Jan III Sobieski z Orderem Świętego Ducha

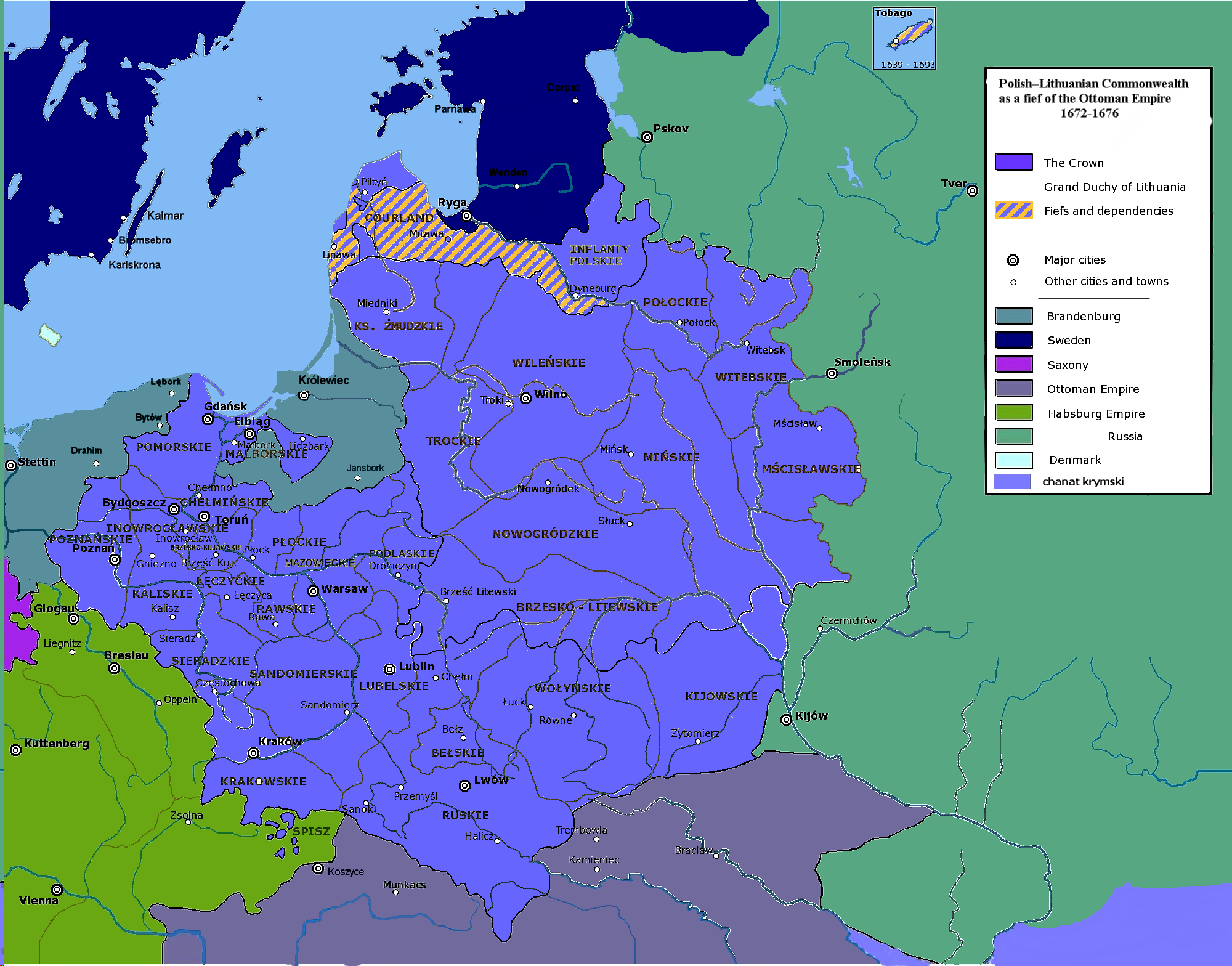
Rzeczpospolita w czasie wojny z imperium osmańskim w latach 1672–1676

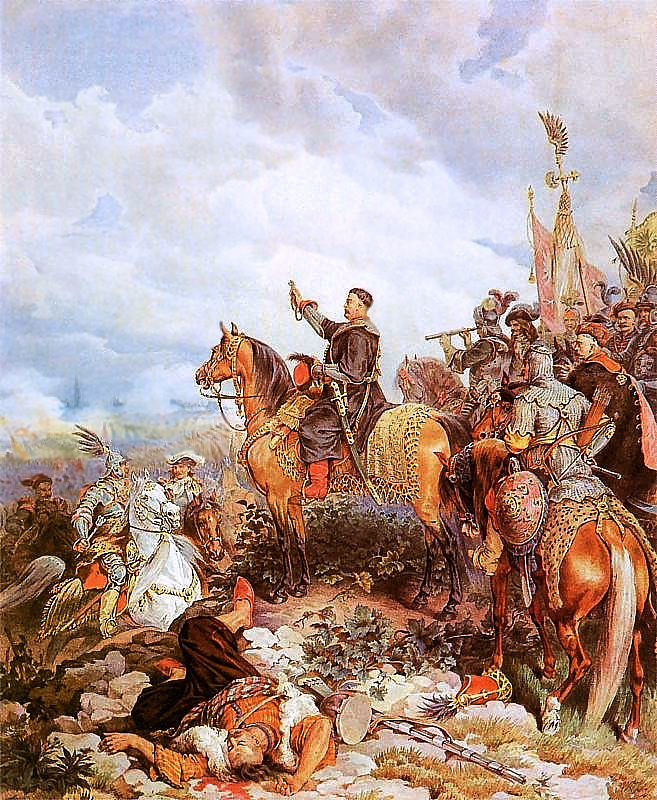
Sobieski błogosławi atak wojsk polskich pod Wiedniem, akwarela Juliusza Kossaka

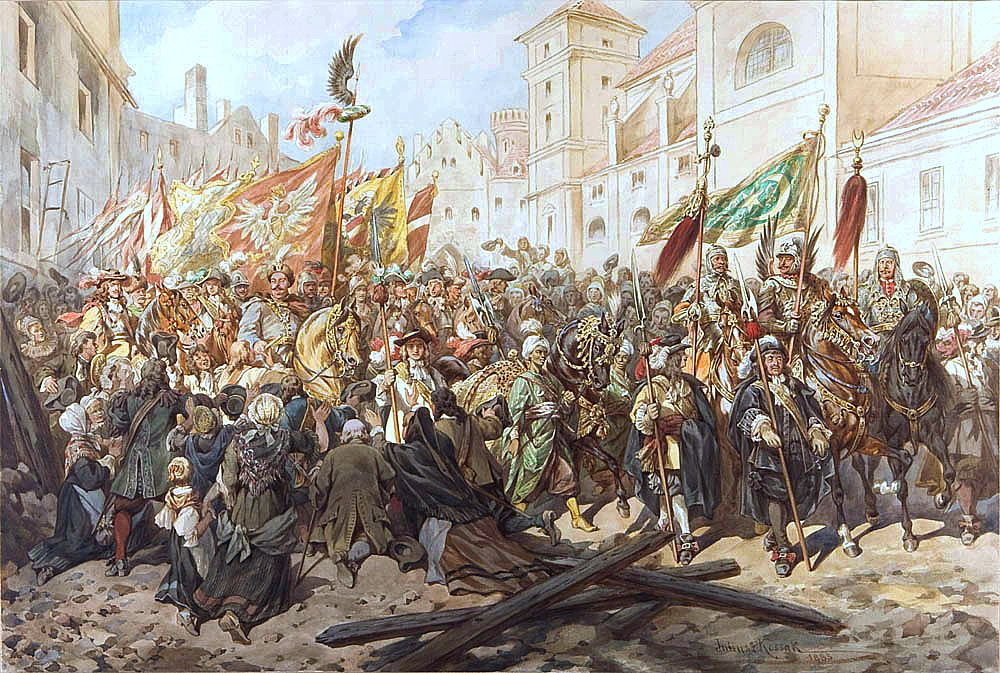
Wjazd Jana III Sobieskiego do Wiednia

Jan Matejko, Jan Sobieski pod Wiedniem

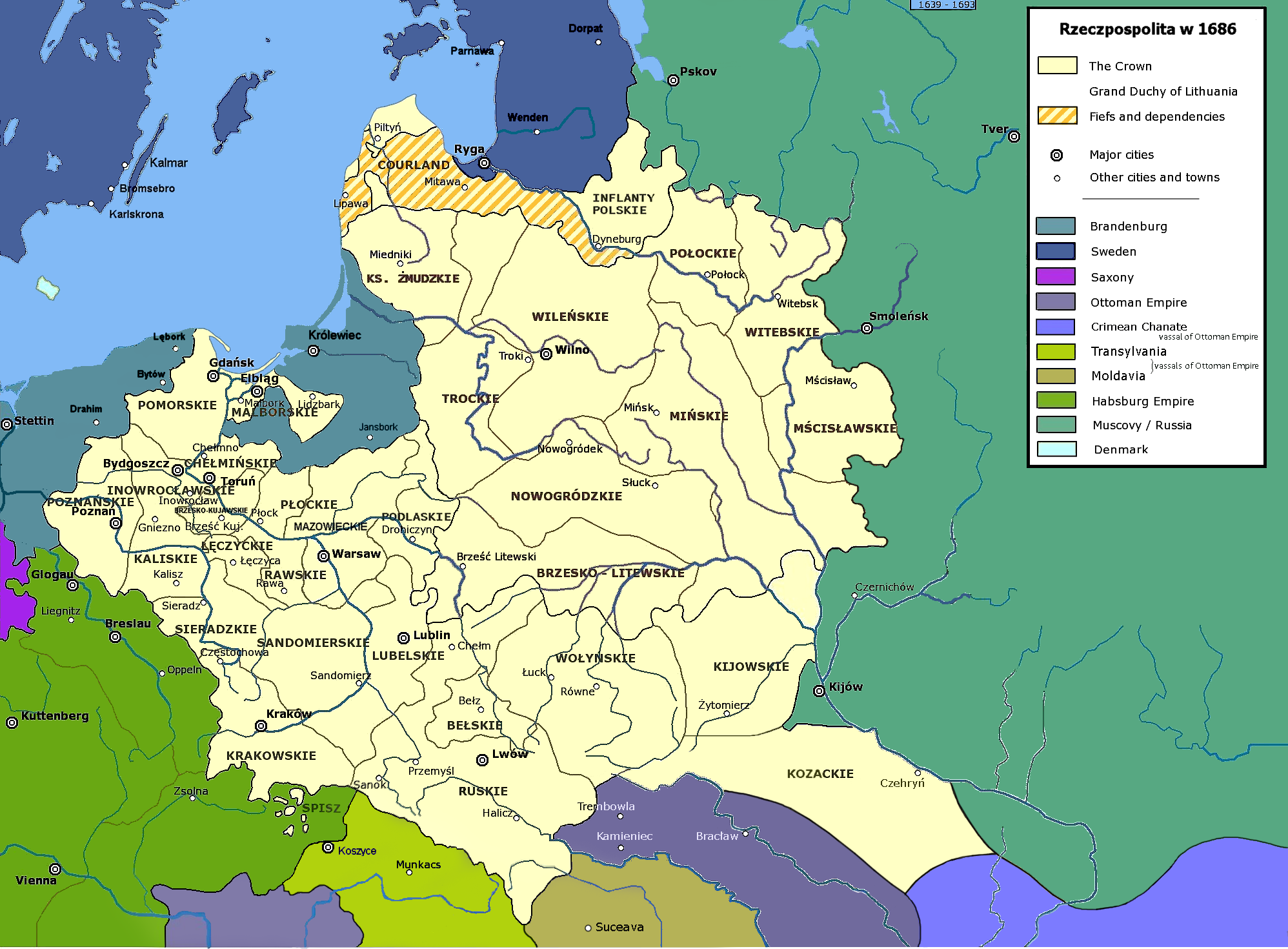
Rzeczpospolita w 1686

## Kariera polityczna

### Powstanie Chmielnickiego
Do kraju bracia (Jan i Marek) wrócili w 1648, na wieść o wybuchu powstania Chmielnickiego. Nadaniem Jana Kazimierza, Jan Sobieski przejął wówczas po ojcu wakujące starostwo jaworowskie. Obaj bracia zaciągnęli się do wojska i jako rotmistrzowie, na czele własnych chorągwi husarskiej i kozackiej przeszli chrzest bojowy w bitwie pod Zborowem. W 1649 r. Jan wziął udział w odsieczy Zbaraża, w którym wśród oblężonych przebywał jego brat Marek. Poseł na sejm 1649/1650 roku z sejmiku bełskiego województwa bełskiego.
Brał udział w randze pułkownika w trzydniowej bitwie pod Beresteczkiem w 1651, gdzie w drugim dniu został ciężko raniony w głowę. Uratowany został wówczas przez podkomendnych, którzy ewakuując nieprzytomnego z pola bitwy, uchronili go od niechybnej niewoli. Wówczas został też ranny w pojedynku z Michałem Kazimierzem Pacem. W czerwcu 1652 r. w bitwie pod Batohem jego brat dostał się do niewoli tatarskiej, w której został zamordowany wraz z kilkoma tysiącami polskich jeńców. Od podobnej śmierci uchroniła Jana ciężka choroba i długotrwałe leczenie we Lwowie, co uniemożliwiło mu udział w bitwie. Wkrótce po śmierci brata Jan objął pełnione dotąd przez niego starostwo krasnostawskie. W 1653 walczył z Tatarami w bitwie pod Żwańcem, w randze pułkownika chorągwi kozackiej. Podczas tej kampanii, motywowany prywatną nienawiścią do muzułmanów po śmierci brata, przeprowadził samowolną zasadzkę na posła tatarskiego. Skandal dyplomatyczny, jaki wywołać mogła ta akcja, powstrzymała interwencja oboźnego Stefana Czarnieckiego. Brał tam potem udział w rokowaniach z Tatarami i był nawet zakładnikiem strony polskiej, co wykorzystał na staranną obserwację konstrukcji obozu tatarskiego (przydało mu się to w późniejszych walkach).
Od 29 marca do 21 maja 1654 przebywał incognito z poselstwem polskim w Stambule, poznając język turecki i tatarski. Wprawdzie wyruszając do Stambułu, Sobieski posiadał już pewną znajomość podstaw tych języków, jednak dopiero pobyt na miejscu pozwolił mu przyswoić je w stopniu komunikatywnym (do końca życia nie posługiwał się nimi w stopniu równie biegłym, jak łaciną, francuskim, niemieckim i włoskim).

### Wojna polsko-rosyjska i potop szwedzki
W czasie wojny z Carstwem Rosyjskim walczył w bitwie pod Ochmatowem 1655 z połączoną armią rosyjsko-kozacką.
Na początku potopu szwedzkiego wraz z wieloma innymi oddziałami poddał się pod Ujściem pod protekcję króla szwedzkiego Karola X Gustawa. 16 października 1655 jako pułkownik wojska kwarcianego pod wodzą Aleksandra Koniecpolskiego złożył przysięgę wierności królowi szwedzkiemu. Ów akt zdrady względem Jana Kazimierza stanowi do dziś najbardziej kontrowersyjną kartę w biografii przyszłego króla. Historiografia częściowo usprawiedliwia Sobieskiego tym, że jego zachowanie nie było niczym szczególnym, bowiem tak postąpiła wówczas większość polskiej szlachty. Z drugiej jednak strony Sobieski należał do grupy pierwszych, którzy przeszli na służbę szwedzką i trwał w niej dłużej aniżeli większość mas szlacheckich. Zbigniew Wójcik stawia tezę, że szkody wyrządzone Polsce swoją niewiernością Sobieski zrekompensował państwu z wielką nadwyżką w późniejszych latach m.in. właśnie dzięki umiejętnościom zdobytym w tym okresie. Poznał bowiem wówczas tajniki prowadzenia wojny w jednej z najlepszych i najlepiej zorganizowanych armii ówczesnego świata, ucząc się np. operowania piechotą i dragonią.
Wcielony do armii szwedzkiej, maszerował z nią do Prus, potem pod Gołąb i Jarosław. Uczestniczył ponadto w buntowaniu armii i przeciąganiu jej na stronę Szwedów. 24 marca 1656 opuścił szeregi szwedzkie i pod Łańcutem zgłosił się pod komendę Stefana Czarnieckiego. W odpowiedzi Karol X Gustaw rozkazał powiesić na szubienicy portrety oraz tablice z nazwiskami Sobieskiego i innych dowódców wojsk kwarcianych, którzy powrócili do prawowitego władcy.
Walczył odtąd pod komendą Jerzego Lubomirskiego w Wielkopolsce i Prusach Królewskich. 7 kwietnia wziął udział w bitwie pod Warką i w pościgu za pokonanym przeciwnikiem aż do przedmieść Warszawy. 19 kwietnia wraz z Dymitrem Wiśniowieckim atakował szańce Torunia. W końcu maja 1656 stanął u boku króla polskiego Jana II Kazimierza w obozie pod Warszawą. 26 maja król awansował go na chorążego wielkiego koronnego. Wsławił się w 3-dniowej bitwie pod Warszawą, dowodząc skutecznie dwutysięcznym korpusem tatarskim. W 1657 walczył przeciwko wojskom siedmiogrodzkim Jerzego II Rakoczego, uczestnicząc w ich kapitulacji wobec polskich dowódców 23 lipca pod Międzybożem. W październiku 1658 oblegał wraz z Aleksandrem Koniecpolskim pruski Sztum i Toruń, tytułując się wówczas pułkownikiem królewskim. Poseł sejmiku lubelskiego na sejm 1659 roku, zasiadał w komisji do spraw ugody hadziackiej. Wziął też udział w ostatniej kampanii antyszwedzkiej. 19 marca 1660 został starostą grodowym stryjskim (po zmarłym Krzysztofie Koniecpolskim) i dowódcą regimentu piechoty wojsk cudzoziemskiego autoramentu. Własnym sumptem wystawił chorągiew pancerną i szwadron dragonii. 16 września 1660 odznaczył się w bitwie z wojskami rosyjskimi pod Lubarem, 7 października pod Słobodyszczami. Był jednym z czterech komisarzy królewskich, którzy po zwycięstwie nad Jerzym Chmielnickim podpisali 17 października w Cudnowie układy z Kozakami.
W 1663 wziął udział w wyprawie na Rosję. Po drodze stłumił bunt wojska Stefana Czarnieckiego pod Lwowem. Brał udział w bitwie pod Ramnem, wraz z kozakami hetmana Pawła Tetery. W czasie tej wyprawy należał do bliskich doradców króla Jana II Kazimierza. Osłaniając odwrót wojsk polskich, pobił Rosjan i Kozaków w bitwie pod Sośnicą i Kopyśnikami.

### Zbliżenie do dworu i polityka profrancuska
W 1655 Jan Sobieski, na zabawie dworskiej przy okazji sejmu warszawskiego, poznał i pokochał Marię Kazimierę d’Arquien de la Grange, dwórkę królowej Ludwiki Marii Gonzagi. Związkowi temu patronowała zresztą sama królowa, próbująca przeciągnąć na stronę swojego stronnictwa profrancuskiego obiecującego chorążego wielkiego koronnego. Ostatecznie jednak, pod wpływem przede wszystkim królowej, Maria Kazimiera poślubiła w 1658 r. Jana „Sobiepana” Zamoyskiego, o czym zdecydować mogła większa jeszcze wówczas majętność Zamoyskiego, a przede wszystkim jego postawa w okresie potopu szwedzkiego (przez cały czas jego trwania zachował wierność dworowi polskiemu). Parę przez cały czas łączył jednak związek emocjonalny, który to romans stanowił wówczas tajemnicę poliszynela. O zbliżeniu Jana Sobieskiego do tzw. opcji francuskiej, zdecydowała, obok spraw uczuciowych, przede wszystkim jednak podobna u niego wizja kształtu ustrojowego Rzeczypospolitej. Stąd też, od momentu powrotu do wierności Janowi Kazimierzowi w czasie potopu, stał się on konsekwentnym członkiem stronnictwa francuskiego. Był też odtąd równie konsekwentnym sojusznikiem dworu królewskiego, w czym wytrwał aż do śmierci królowej Ludwiki Marii i abdykacji króla Jana Kazimierza.
W 1659 po raz pierwszy wybrany został posłem na sejm z województwa lubelskiego, gdzie powierzono mu – jak wspomniano wyżej – zasiadanie w komisji specjalnej rozpatrującej rozwiązanie sprawy ugody hadziackiej. W 1661 roku otrzymał ze skarbu francuskiego 4800 liwrów. Na sejmie 1661 Sobieski podpisał list magnatów polskich do Wielkiego Kondeusza, zgłaszających gotowość poparcia kandydatury francuskiej do tronu polskiego. W odpowiedzi dostał z dworu Ludwika XIV 4800 liwrów, w 1662 8000, w 1665 12 000, a w czasie elekcji Michała Korybuta Wiśniowieckiego już 20 000. W tym samym roku, 27 listopada, zmarła jego matka, Zofia Teofila, co oznaczało definitywne pełne przejęcie przez Jana kontroli nad dobrami rodzinnymi. W 1662 został posłem z województwa ruskiego, brał udział w przeprowadzeniu dworskiego projektu reformy armii.
Jako członek stronnictwa profrancuskiego, w czasie rokoszu Lubomirskiego Sobieski stanął po stronie króla Jana Kazimierza; dowodził rozbitymi oddziałami jazdy w bitwie pod Mątwami.
Jesienią 1664 był posłem królewskim na sejmik na Rusi. Został też wybrany posłem sejmiku wiszeńskiego na sejm 1664/1665 roku, jednak z instrukcją nakazującą popieranie Lubomirskiego przeciwko królowi. W sądzie sejmowym nad Lubomirskim nie chciał wziąć udziału i długo się ociągał z przyjęciem ofiarowanej mu 17 stycznia 1665 laski marszałka wielkiego koronnego, wakującej po Lubomirskim (któremu odebrano ją karnie za zdradę). Wynikało to częściowo z opozycji znacznej części szlachty, popierającej Lubomirskiego przeciw królowi lub przynajmniej broniącej jego praw do laski marszałkowskiej (zwyczajowo dożywotniej), jak również z pewnej lojalności wobec dawnego dowódcy oraz niepewności co do prawomocności skazującego go wyroku. Zachowane dokumenty wskazują jednak, że prywatnie Sobieski aspirował do laski marszałkowskiej i tylko wymienione wyżej powody powstrzymywały go od przyjęcia urzędu.

#### Ślub z Marysieńką
14 maja 1665 wziął tajny, a 5 lipca 1665 oficjalny, ślub z Marysieńką. Oficjalny ślub był wielkim wydarzeniem w ówczesnej Europie. Udzielił go nuncjusz apostolski Antonio Pignatelli (późniejszy papież Innocenty XII), zaś relację z niego zamieściła największa wówczas europejska gazeta – „Gazette de France”. Dla wielu stanowił on też niemały skandal, bowiem uroczystości odbywały się w czasie trwania żałoby po Zamoyskim, zaś tajny ślub miał miejsce zaledwie pięć tygodni po śmierci pierwszego męża Marysieńki. Przejawem tego były liczne satyry, w tym kąśliwy poemat Jana Andrzeja Morsztyna (Uwiecznił to w poemacie okolicznościowym " Serenada północna na ślub niezwyczajny wielkiego stadła intonowana w Warszawie przy skończonej sprawie").

#### Działalność u schyłku panowania Jana Kazimierza
Pod wpływem żony (kierowanym w dużej mierze przez królową), 18 maja przyjął laskę marszałkowską. Stawiało go to w trudnej sytuacji, bowiem naraził się na wrogość mas szlacheckich, z kolei dwór rozważał cofnięcie jego nominacji za cenę porozumienia z Lubomirskim. Sobieski jednak wówczas kategorycznie odmówił zrzeczenia się przyjętej godności z jakiegokolwiek powodu (co potwierdził później publicznie na sejmie w 1666 r.). 5 czerwca podpisał zaś deklarację grupy najważniejszych ludzi w państwie o popieraniu kandydata francuskiego (Wielkiego Kondeusza lub jego syna) do polskiego tronu. W czerwcu własnym sumptem wystawił wojsko przeciwko rokoszanom Lubomirskiego. Na początku maja 1666 został hetmanem polnym koronnym. 13 lipca 1666 został zaskoczony przez wojska rokoszan pod Mątwami i poniósł klęskę, tracąc 1500 żołnierzy. 21 lipca podpisał ugodę w Łęgonicach. Pół roku później Lubomirski zmarł, co przecięło wszelkie wątpliwości dotyczące sprawowania przez Sobieskiego godności marszałka.
W 1667 roku był członkiem Trybunału Skarbowego Koronnego.
W dniach 4–16 października 1667 roku pobił pod Podhajcami pięciokrotnie liczniejszych Kozaków i Tatarów pod wodzą hetmana Piotra Doroszenki. Zwycięstwa te przyniosły zmianę wizerunkową Sobieskiego, który w opinii szlachty zaczął urastać do rangi bohatera. W trakcie kampanii podhajeckiej opracował też strategię unikania walnej bitwy lub zamknięcia się w twierdzy, przy jednoczesnym podzieleniu armii na małe zwrotne oddziały. Te, skutecznie wyszukując tatarskie czambuły, atakowały je, uniemożliwiając im swobodne grabienie kraju. Ponieważ starcia zbrojne były dla Tatarów wyłącznie środkiem do stosowania grabieży, taktyka ta uniemożliwiała im prowadzenie korzystnych z ich punktu widzenia kampanii. Strategię tę z powodzeniem stosował odtąd Sobieski wielokrotnie.
5 lutego 1668 został hetmanem wielkim koronnym. W połączeniu z pełnioną już godnością marszałka wielkiego koronnego przyniosło to Sobieskiemu ogromne wpływy. Sprawował odtąd władzę nad wojskiem i w znacznej mierze nad dyplomacją państwową, stał się więc jednym z najważniejszych polityków i potężnych ludzi w państwie. Sukcesy wojenne, a także świadomość kryzysu państwa wśród znacznej części szlachty, dały mu możliwość przejęcia pełnej władzy nad państwem. Możliwość taką dawała pełna kontrola nad wojskiem, a o poparciu społecznym świadczyły chociażby liczne uchwały sejmików, wzywające Sobieskiego do przejęcia kontroli nad Rzecząpospolitą. Z szansy na objęcie funkcji de facto dyktatora nie skorzystał jednak. Pośród różnych hipotez dotyczących tej rezygnacji, wskazuje się również tę, że rzeczywiste plany reformy państwa były u Sobieskiego posunięte dużo dalej, niż zdawała sobie z tego sprawę popierająca go, w nadziei na obronę swoich wolności, szlachta.
Na sejmie abdykacyjnym 16 września 1668 roku podpisał akt potwierdzający abdykację Jana II Kazimierza Wazy. Sytuacja, która wówczas nastąpiła, nie pozostała bez wpływu na dalsze losy Sobieskiego.

#### Wobec sytuacji po abdykacji Jana Kazimierza
Po sejmie abdykacyjnym (27 sierpnia – 16 września 1668) Sobieski stanął wraz z prymasem Mikołajem Prażmowskim na czele stronnictwa profrancuskiego. Popierał kandydaturę francuskiego księcia Wielkiego Kondeusza. Był członkiem konfederacji generalnej zawiązanej 5 listopada 1668 roku na sejmie konwokacyjnym.
15 maja 1669 zawarł układ z prymasem Prażmowskim, kanclerzem wielkim litewskim Krzysztofem Zygmuntem Pacem i podskarbim wielkim koronnym Janem Andrzejem Morsztynem, o popieraniu kandydatury Wielkiego Kondeusza do korony polskiej. Później popierał kandydaturę palatyna neuburskiego Filipa Wilhelma.
W czasie elekcji 1669 roku został sędzią generalnego sądu kapturowego.
Po wyborze króla Michała Korybuta Wiśniowieckiego 19 czerwca 1669, przeszedł do opozycyjnego stronnictwa tzw. malkontentów. Sobieski zawiązał spisek detronizacyjny i doprowadził pierwszy raz w historii Rzeczypospolitej do zerwania sejmu koronacyjnego (1 października – 12 listopada 1669). Król Francji Ludwik XIV powierzył Sobieskiemu misję popierania do korony polskiej kandydatury księcia Charles’a-Paris d’Orléans-Longueville. Stał się wówczas głównym wrogiem frakcji dworskiej. Gdy ta zawiązała przeciw niemu konfederację w Gołąbiu, Sobieski odpowiedział konfederacją w Szczebrzeszynie.

### Wojna polsko-turecka
Walki polityczne odbiły się na przebiegu wojen. W 1671 Sobieski odparł duży najazd Tatarów, ale wobec buntu hetmana wielkiego litewskiego, przywódcy stronnictwa dworskiego Michała Kazimierza Paca, nie mógł dokończyć walk. Sobieski ostrzegał króla o złym stanie twierdzy w Kamieńcu Podolskim, ale ten nie uczynił nic, by to zmienić. 26 sierpnia 1672 po tureckim ataku twierdza padła i Podole przeszło na 27 lat pod jarzmo tureckie. Był członkiem konfederacji malkontentów w 1672 roku.
Droga do inwazji na Rzeczpospolitą przez Imperium Osmańskie stała otworem. Na mocy pokoju w Buczaczu (1672), Rzeczpospolita oddała Podole i zgodziła się płacić sułtanowi roczny haracz. Jednak sejm odrzucił jego ratyfikację, co spowodowało kontynuowanie wojny. Kozłów ofiarnych szukano we własnych szeregach, według niektórych źródeł o oddanie twierdzy fałszywie oskarżano osobiście Sobieskiego, doszukując się ukrytych knowań i korupcji. Jednakże po ocenie dowodów w tej kwestii, konfederaci gołąbscy pojednali się z nim („Marszałek konfederacyi Czarnecki przykląkł przed nim błagając o łaskę dla oskarżyciela...”).
Jesienią 1672 Jan Sobieski przeprowadził jedną z najbardziej imponujących operacji wojskowych w historii, znaną jako wyprawa Sobieskiego na czambuły tatarskie. Dysponując zaledwie 3 tys. jazdy pobił kilkudziesięciotysięczne wojska tatarskie, uwalniając 44 tys. ludzi z jasyru. 11 listopada 1673 odniósł świetne zwycięstwo nad Turkami pod Chocimiem. Ocaleć miało zaledwie 4 tys. z 30 tys. żołnierzy wroga. Triumf ten przyniósł mu sławę w świecie i koronę polską.

### Elekcja 1674 roku
Gdy 10 listopada 1673 zmarł król Michał Korybut Wiśniowiecki, szlachta na sejmie elekcyjnym, jedynie przy sprzeciwie części posłów litewskich, wybrała 21 maja 1674 na jego następcę Jana Sobieskiego. W czasie elekcji 1674 roku został sędzią generalnego sądu kapturowego. Znaczną rolę w elekcji odegrała Marysieńka, żona Sobieskiego. Sobieski uzyskał 3450 głosów elektorskich szlachty. Po elekcji 1674 roku Sobieski zaczął snuć wielkie plany polityczne, w założeniu swym zmierzające do zmiany polskiej polityki zagranicznej i przeprowadzenia dość istotnych reform wewnętrznych. Reformy te najogólniej mówiąc miały doprowadzić do wzmocnienia władzy królewskiej, a nawet wprowadzenia monarchii dziedzicznej w Polsce.
Wojnę z Imperium osmańskim i jego lennikami kontynuował później, jako król Polski, wchodząc w międzynarodowe układy. Nie doczekał jednak jej zakończenia, trwały pokój osiągnięty został niespełna 3 lata po jego śmierci, już za panowania Augusta II Mocnego (→pokój karłowicki).

## Panowanie

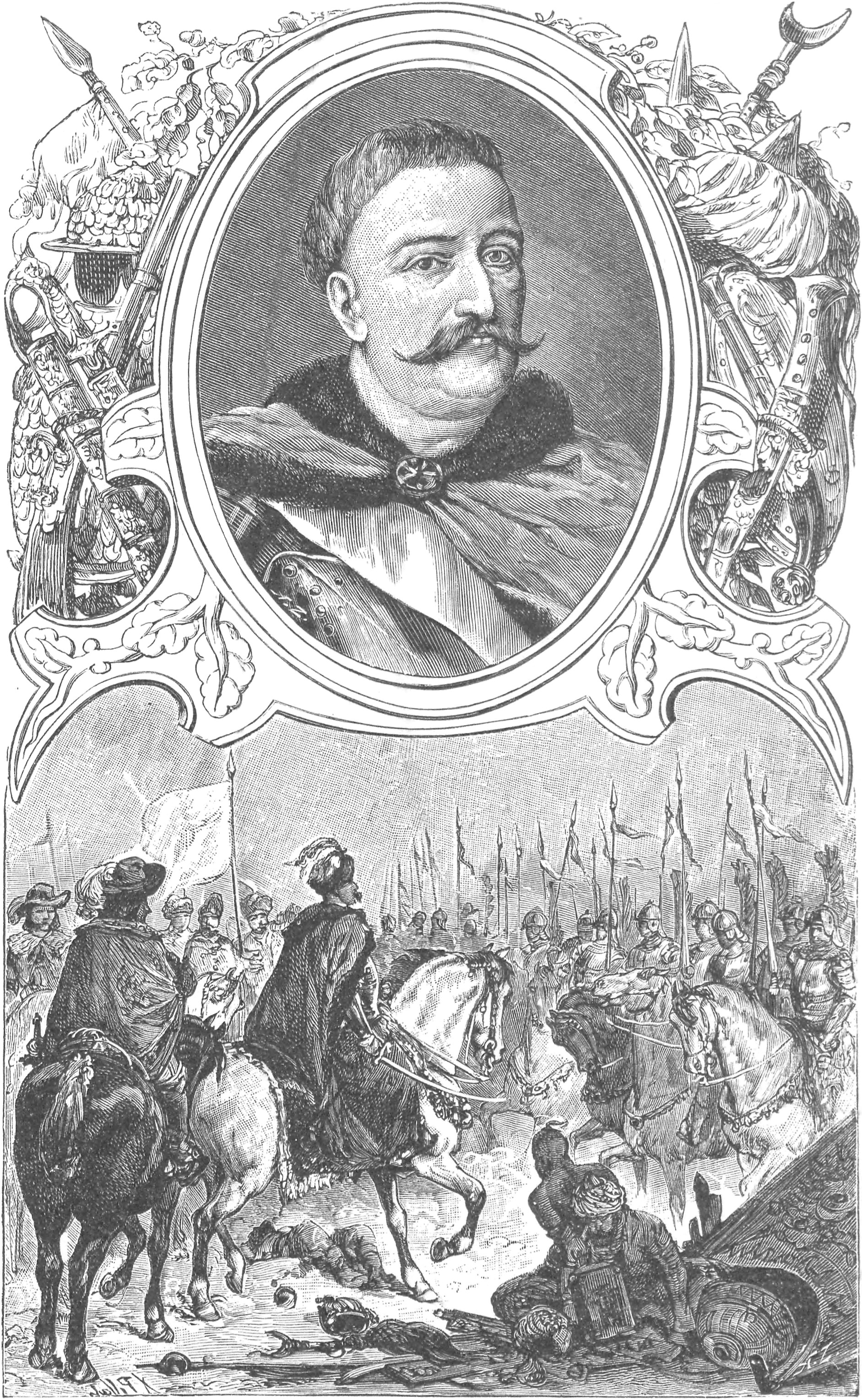
Jan Sobieski w cyklu Wizerunki książąt i królów polskich Ksawerego Pillatiego z 1888

Wobec trudnej sytuacji państwa w momencie objęcia tronu Sobieski chwilowo zrezygnował z koronacji, którą odbył dopiero w 1676 r.
Pierwotnym głównym celem króla było zapewnienie Polsce silnej pozycji nad Bałtykiem oraz rewindykacja i bezpośrednia inkorporacja (lub złączenie unią personalną) Prus Książęcych. W tym celu zmierzał do neutralizacji stosunków polsko-tureckich oraz zawarcia bliskiej współpracy ze Szwecją i Francją. Program ten uzyskał miano „polityki bałtyckiej” Sobieskiego. Doraźnie za najpilniejsze zadanie dla Rzeczypospolitej król Jan III Sobieski uznał zawarcie pokoju z Turcją, odzyskanie ważnego strategicznie Kamieńca Podolskiego i przerwanie nieustannego pasma wojen na południowych granicach państwa. W tym celu jesienią 1674 Rzeczpospolita wznowiła działania wojenne na froncie tureckim. Zdobyte zostało niemal całe Podole, a Kamieniec – zablokowany. Na więcej Sobieskiego nie było stać, gdyż hetman wielki litewski Michał Kazimierz Pac znów zabrał wojska litewskie i wrócił na Litwę. Uważa się, że uczynił to w interesie Brandenburgii, bowiem po pokonaniu Turków Sobieski zamierzał odebrać Prusy Książęce. Plany te zresztą spełzły na niczym, głównie dlatego, że Brandenburgia sprzymierzyła się z Francją.
W 1675 Sobieski odparł Tatarów spod Lwowa. W 1676 Tatarzy i potężna armia turecka znów przekroczyli Dniestr, ale nie potrafili zdobyć Żurawna. Po rozejmie Kamieniec Podolski pozostał przy Turcji, lecz zwróciła ona Białą Cerkiew, zrezygnowała z haraczu, oddała brańców i zobowiązała się do poskromienia tatarskich i kozackich wypadów. Sobieskiemu nie udało się jednak stworzyć antymoskiewskiego układu polsko-muzułmańskiego, ani ostatecznie zabezpieczyć przed zagrożeniem tureckim, w związku z czym zmuszony był do prowadzenia niekorzystnej dla Polski polityki zbliżenia z Rosją przeciwko Turcji. Przez kolejnych 7 lat Polska nie prowadziła wojen. W kraju narastała opozycja przeciwko królowi, opłacana złotem przez Austrię i Brandenburgię. W Małopolsce uknuto nawet spisek detronizacyjny, by obalić Jana III Sobieskiego, a tron przekazać niemieckiemu księciu Karolowi Lotaryńskiemu, ożenionemu z wdową po królu Michale Korybucie Wiśniowieckim.
Fiasko polityki bałtyckiej przyniosła przede wszystkim postawa Francji, która mimo kilku zawartych traktatów zmieniła swoje cele polityczne. Stąd też stopniowo następowało ochłodzenie relacji polsko-francuskich, które w ostateczności doprowadziły do zerwania sojuszu i stosunków dyplomatycznych. Po okresie współpracy z Francją, Sobieski zdecydował się sprzymierzyć z habsburską Austrią. Jednym z tego skutków było zawarcie traktatu zaczepno-obronnego, w którym obie strony zadeklarowały się udzielić sobie pomocy na wypadek ataku ze strony Turcji.

### Odsiecz Wiednia i schyłek panowania króla
W marcu 1683 Rzeczpospolita, wobec zerwania przymierza przez Francję, zawarła sojusz z cesarzem Leopoldem I przeciwko Turcji, będącej sojuszniczką Francji. Turcy szykowali się wtedy do wielkiej wyprawy wojennej i Sobieski obawiał się, że uderzą z terenu Podola na Rzeczpospolitą, na Lwów i Kraków. Fortyfikował więc te miasta i zarządził zaciąg do wojska. Turcja uderzyła jednakże na Austrię i po trzech miesiącach armia wielkiego wezyra Kara Mustafy obległa Wiedeń. Nie czekając na posiłki litewskie, Sobieski z wojskiem koronnym pomaszerował w szybkim tempie na odsiecz stolicy austriackiej. 15 sierpnia wyruszył z Krakowa przez Chrzanów, Mysłowice, Będzin i Bytom do Tarnowskich Gór, gdzie pożegnał się z małżonką, która stąd wróciła do Krakowa. Następnie podążył przez Gliwice, Rudy i Racibórz na Opawę, którą minął 25 sierpnia, by jak najszybciej połączyć się z korpusem Sieniawskiego i stanąć nad Dunajem. 3 września wojska sprzymierzone spotkały się w Tulln. Pod królewskim dowództwem 12 września 1683 rozegrała się wielka bitwa pod Wiedniem, która zakończyła się pogromem Turków. Zginęło ich 15 000, a chrześcijan zaledwie 3000. Papież Innocenty XI ustanowił z tej okazji na dzień 12 września święto imienia Maryi, które obchodzone jest po dzisiejszy dzień. 9 października, w marszu przez Węgry za cofającymi się Turkami, Sobieski odniósł jeszcze jedno znaczące zwycięstwo pod Parkanami, gdzie nieprzyjaciel stracił 10000 ludzi, a w grudniu wraz z całym swym wojskiem wrócił do Krakowa.
W 1684 Rzeczpospolita weszła w skład Świętej Ligi, zawiązanej przez Austrię, Wenecję i papieski Rzym przeciwko Turcji. Wojna z Turcją trwała więc dalej i w następnych latach Polacy podjęli kilka wypraw na Podole, Mołdawię i Wołoszczyznę, jednakże bez istotnych sukcesów militarnych. Przyczyniły się do tego intrygi nowej opozycji – Sapiehów, układających się z elektorem brandenburskim, Fryderykiem III. Sobieski traktował ich tak jak Paców łagodnie, gdyż nie chciał nowych wojen domowych. Koncentrując się na wojnach z Turcją, Sobieski nie potrafił już zreformować ustroju państwa, zdobyć terenów nadbałtyckich, ani zabezpieczyć tronu dla swego najstarszego syna Jakuba. W 1686 zorganizował wielką wyprawę na Budziak, nie dokonał jednak trwałych zdobyczy terytorialnych. W tym samym roku, zabiegając o poparcie Rosji w wojnie z Turkami, zawarł w Moskwie traktat pokojowy, w którym potwierdzone zostały warunki rozejmu z Andruszowa sprzed 20 lat. Oznaczało to więc oficjalną rezygnację Rzeczypospolitej ze Smoleńska i wschodniej Ukrainy z Kijowem. Rosjanie zapewnili też sobie opiekę nad wyznawcami prawosławia, co w przyszłości stało się pretekstem do ingerencji w wewnętrzne sprawy Rzeczypospolitej. Daleko idące ustępstwa strony polskiej nie przyniosły oczekiwanych korzyści politycznych i militarnych w ostatecznej rozprawie z Turcją.

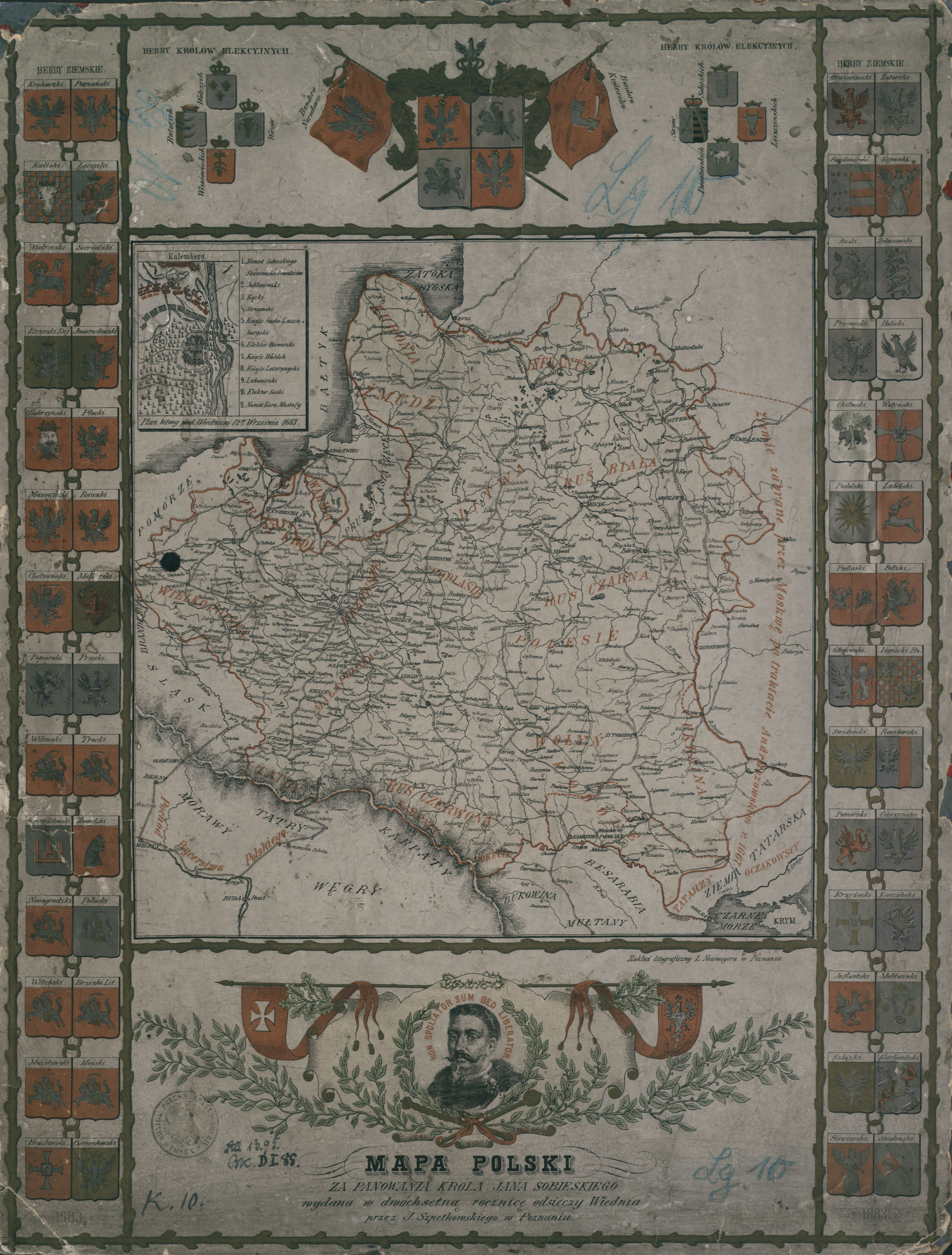
Mapa Polski za panowania Jana III Sobieskiego wydana z okazji 200. rocznicy odsieczy wiedeńskiej (ze zbiorów Archiwum Państwowego w Poznaniu)

W latach 1685–1686 podjął, we współpracy z Austrią i Wenecją, grę dyplomatyczną mającą na celu zmontowanie koalicji antytureckiej z Persją i chanatem krymskim. Pomimo pierwszych symptomów powodzenia inicjatywa została jednak storpedowana przez dyplomację francuską. Sam również stał się celem tej dyplomacji, gdy Francuzi obiecywali mu daleko idące korzyści pod warunkiem zerwania z dotychczasowymi sprzymierzeńcami. Lawirując pomiędzy Austrią i Francją oraz Szwecją, ostatecznie nie zdecydował się, albo nie zdołał już, powrócić do koncepcji polityki bałtyckiej.
W 1691 powziął wyprawę do Mołdawii, ale skończyła się ona niepowodzeniem. Po wyprawie, nie wierząc już w możliwość zrealizowania następnych wypraw pod jego bezpośrednim dowództwem, Sobieski zlecił budowę potężnych, nowoczesnych umocnień na granicy z Portą – Okopów Świętej Trójcy i Szańców Panny Maryi. Zaczął też chorować i powierzać dowództwo swoim zastępcom. Nie zdołali oni nigdy wywalczyć decydującego rozstrzygnięcia, które przypadło dopiero następcy Jana III na tronie, Augustowi II.

### Polityka wewnętrzna
Kierując się swym wielkim doświadczeniem wojennym, Sobieski zreformował wojska Rzeczypospolitej, zmieniając ich organizację i wyposażenie. Z oddziałów piechoty ostatecznie znikła pika, natomiast wszyscy muszkieterzy zostali wyposażeni w berdysze. Zwiększyło się znaczenie artylerii i dragonii, w ataku ciężkozbrojna husaria pozostawała główną siłą przełamującą.
Jan III dążył do zreformowania państwa poprzez utworzenie silnego i sprawnego rządu królewskiego. W tym celu dążył do uporządkowania obrad sejmowych i ograniczenia roli sejmików. Dążył też do utworzenia w Polsce monarchii dziedzicznej, początkowo poprzez system elekcji następcy vivente rege, tzn. za życia króla. Działania te dwór przeprowadzał jednak niedyskretnie, co wywołało opór ze strony opozycji. Niekorzystnie też rozwiązał stosunki w Wielkim Księstwie Litewskim, gdzie nominowani przez niego na najwyższe stanowiska Sapiehowie, zamiast zastąpić nastawionych opozycyjnie Paców, sami wystąpili przeciwko królowi i dążyli właściwie do samodzielności. Ich działania doprowadziły w dalszym okresie do otwartego buntu na Litwie, co doraźnie zaszkodziło panowaniu króla. Panowanie Sobieskiego, mimo podejmowanych przez króla prób zmian, było jednak okresem dalszej degeneracji polskiego parlamentaryzmu.

## Mecenat
Sobieski zasłynął jako mecenas kultury. Roztoczył opiekę nad zdolnymi artystami, w tym architektami Tylmanem z Gameren i Augustynem Loccim, rzeźbiarzem Andreasem Schlüterem i malarzami Danielem Schultzem, Jerzym Eleuterem Szymonowiczem-Siemiginowskim oraz humanistami (Wespazjanem Kochowskim, Joachimem Pastoriusem, Wojciechem Stanisławem Chrościńskim, Janem Schultzem-Szuleckim), matematykami i astronomami (Janem Heweliuszem, Adamem Adamandym Kochańskim). Wielu z nich indygenował i nobilitował.
Zapewnił gdańskiemu astronomowi Heweliuszowi dożywotnią pensję i zwolnił jego browar z podatków, za co ten odwdzięczył mu się, nazywając nowo odkryty gwiazdozbiór „Tarczą Sobieskiego”. W 1676 roku Heweliusz wysłał z okazji elekcji króla wyhodowane przez siebie cytryny. W czasie pobytu w Gdańsku w 1677 roku, już jako król, Sobieski przyznał astronomowi roczną pensję 1000 florenów oraz inne przywileje. Po pożarze domów i obserwatorium w 1679 Jan III wsparł go dodatkowymi funduszami.
Sobieski sponsorował wydawanie książek naukowych. Z jego donacji Jan Heweliusz opublikował Atlas ciał niebieskich (łac. Prodromus astronomiae cum catalogo fixarum et firmamentum Sobiescianum) najdokładniejszy na ówczesne czasy katalog położeń gwiazd zawierający 1564 pozycji. Heweliusz w podziękowaniu zadedykował go królowi Sobieskiemu.
Zgromadził dużą bibliotekę. Wybudował pałac w Wilanowie, ufundował kościół kapucynów (jako votum za wiktorię wiedeńską, gdzie spoczywa jego serce) i kościół św. Kazimierza (sakramentek) na Nowym Mieście w Warszawie (kolejne votum) oraz kaplicę Królewską w Gdańsku. Przebudował również jedną z kamienic na lwowskim rynku.
Jego imię nosił statek gdański Johann der dritte König von Pohlen.

## Majątek
Ród Sobieskich nie należał do potężnych finansowo, jednak dwaj kolejni przodkowie króla zdołali doprowadzić go do tej pozycji i wprowadzić go do grona magnaterii. Jan Sobieski odziedziczył ogromny (choć oczywiście nieporównywalny z fortunami np. Zamoyskich czy Radziwiłłów) majątek, którego w związku ze śmiercią brata był jedynym (po odliczeniu uposażenia dla siostry) dysponentem. Po ojcu przejął majątki rodowe głównie na Lubelszczyźnie i Rusi Czerwonej, a także kamienicę we Lwowie, z kolei po matce m.in. Olesko. W 1667 r. w związku z aneksją do Rosji ziem wschodnioukraińskich, utracił posiadane tam dobra, uzyskał jednak za nie od cara odszkodowanie w wysokości 40 000 zł. Po wygaśnięciu rodu Żółkiewskich przejął ich majętności, w tym m.in. Wolę Giełczewską (późniejszą Wolę Sobieską), Pomorzany (w 1699 r. wyceniane na ogromną sumę 500 000 zł), Zborów i Złoczów na Podolu oraz Błudów na Wołyniu. Majątek ten zdołał znacznie pomnożyć własnymi działaniami. Znaczne wpływy przynosiło mu też pełnienie starostw jaworowskiego (formalnie od 1647 do nominacji Jakuba – faktycznie starostwo dziedziczne w rodzie Sobieskich do 1716), krasnostawskiego (od 1653), stryjskiego (od 1660), osieckiego (1673), gniewskiego (od 16 marca 1667 do śmierci). Przejmując władzę królewską, zdołał więc już Sobieski uzyskać status wielkiego magnata.

## Rodzina
Od 1665 był żonaty z Marią Kazimierą d’Arquien, zwaną Marysieńką, córką francuskiego markiza Henryka d’Arquien, wdową po wojewodzie sandomierskim Janie Sobiepanie Zamoyskim.
Dzieci:
- synowie:
  - Jakub Ludwik (ur. 1667, zm. 1737), ożeniony z Jadwigą Neuburską, siostrą żony cesarza Leopolda I; po śmierci ojca pretendował do tronu polskiego
  - Aleksander Benedykt (ur. 1677, zm. 1714)
  - Konstanty Władysław (ur. 1680, zm. 1726), ożeniony z Marią Józefą Wessel (dwórką)
  - Jan (ur. 1683, zm. 1685)
- córki[48][49]:
  - NN (ur. i zm. 1669)
  - NN (ur. i zm. 1669)
  - Teresa Teofila (ur. i zm. 1670)
  - Adelajda Ludwika (ur. 1672, zm. 1677)
  - Maria Teresa (ur. 1673, zm. 1675)
  - NN (ur. i zm. 1674)
  - Teresa Kunegunda (ur. 1676, zm. 1730), wyszła za elektora bawarskiego Maksymiliana Emanuela
  - NN (ur. i zm. 1678)

Ponadto na przełomie 1681 i 1682 żona Jana III Sobieskiego poroniła.
Był też biologicznym ojcem syna francuskiego urzędnika, z którego żoną miał romans w trakcie europejskiej podróży w latach 1646–1648 (co wyszło na jaw dopiero za panowania króla).
Wnuki:
- Maria Klementyna, żona Jakuba Stuarta, pretendenta do tronów Szkocji i Anglii z ramienia jakobitów
- Karol VII Bawarski, cesarz Świętego Cesarstwa Rzymskiego 1742–1745
- Klemens August Wittelsbach, książę elektor, arcybiskup Kolonii 1723–1761, wielki mistrz zakonu krzyżackiego 1732–1761

Prawnuki:
- Karol Edward Ludwik Jan Kazimierz Stuart ang. Bonnie Prince Charlie, książę szkocki, jakobicki pretendent do tronu brytyjskiego
- Henryk Benedykt Stuart, książę szkocki, kardynał

## Śmierć

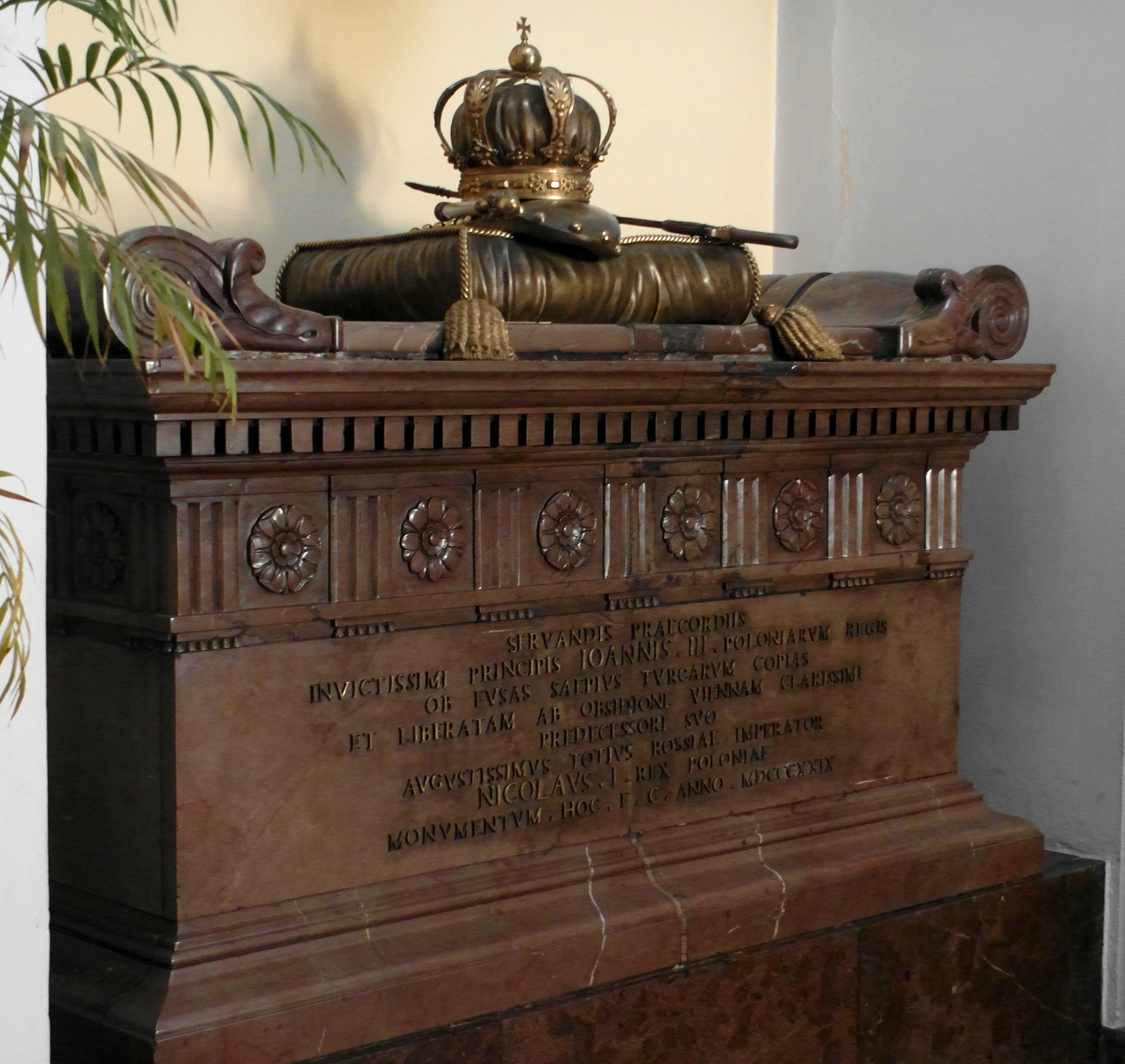
Sarkofag z sercem Jana III Sobieskiego w kościele kapucynów w Warszawie

Pod koniec swojego życia król był już mocno schorowany. Cierpiał między innymi na otyłość, dnę moczanową, kamicę nerkową, nadciśnienie i zapalenie zatok oraz przywleczony z Francji syfilis. Stosowana na tę ostatnią chorobę kuracja rtęciowa doprowadziła do uszkodzenia nerek.
Według Andrzeja Chryzostoma Załuskiego śmierć władcy spowodowało podanie nadmiernej ilości rtęci przez królewskiego lekarza Jonasa.
Jan III Sobieski zmarł w Wilanowie 17 czerwca 1696. Przyczyną był atak serca, po długotrwałej chorobie. Jego żona Maria Kazimiera zmarła w 1716 roku w Blois, we Francji. Oboje są pochowani w Krakowie, w krypcie św. Leonarda na Wawelu. Serce króla spoczywa w kaplicy królewskiej (bł. Anioła z Akry) w kościele kapucynów w Warszawie.

## Bitwy stoczone przez Polaków pod dowództwem Jana Sobieskiego
- Podhajce (1667)
- Bracław (1671)
- Mohylów (1671)
- Kalnik (1671)
- Krasnobród (1672)
- Niemirów (1672)
- Komarno (1672)
- Kałusz (1672)
- Chocim (1673)
- Bar (1674)
- Lwów (1675)
- Trembowla (1675)
- Wojniłów (1675)
- Żurawno (1676)
- Wiedeń (1683)
- Parkany (1683)
- Jazłowiec (1684)
- Żwaniec (1684)
- Jassy (1686)
- Pereryta (1691)

## Genealogia
| Marek Sobieski ur. 1549/1550 zm. 1605 | Marek Sobieski ur. 1549/1550 zm. 1605 |                                            |                                            | Jadwiga Snopkowska ur. 1556/1559 zm. 11 X 1597 | Jadwiga Snopkowska ur. 1556/1559 zm. 11 X 1597 |  |  | Jan Daniłowicz ur. 1570 zm. 1628 | Jan Daniłowicz ur. 1570 zm. 1628 |                                                      |                                                      | Zofia Żółkiewska ur. 1590 zm. 20 VIII 1634 | Zofia Żółkiewska ur. 1590 zm. 20 VIII 1634 |
|                                       |                                       |                                            |                                            |                                                |                                                |  |  |                                  |                                  |                                                      |                                                      |                                            |                                            |
|                                       |                                       |                                            |                                            |                                                |                                                |  |  |                                  |                                  |                                                      |                                                      |                                            |                                            |
|                                       |                                       | Jakub Sobieski ur. 5 V 1590 zm. 12 VI 1646 | Jakub Sobieski ur. 5 V 1590 zm. 12 VI 1646 |                                                |                                                |  |  |                                  |                                  | Zofia Teofila Daniłowiczówna ur. 1607 zm. 27 XI 1661 | Zofia Teofila Daniłowiczówna ur. 1607 zm. 27 XI 1661 |                                            |                                            |
|                                       |                                       |                                            |                                            |                                                |                                                |  |  |                                  |                                  |                                                      |                                                      |                                            |                                            |
|                                       |                                       |                                            |                                            |                                                |                                                |  |  |                                  |                                  |                                                      |                                                      |                                            |                                            |
|                                       |                                       |                                            |                                            |                                                |                                                |  |  |                                  |                                  |                                                      |                                                      |                                            |                                            |

|                                                          |                                                          | Maria Kazimiera d’Arquien ur. 28 VI 1641 zm. 17 I 1716 OO 5 VII 1665 (ślub tajny 14 V 1665) | Maria Kazimiera d’Arquien ur. 28 VI 1641 zm. 17 I 1716 OO 5 VII 1665 (ślub tajny 14 V 1665) | Jan III Sobieski ur. 17 VIII 1629 zm. 17 VI 1696         | Jan III Sobieski ur. 17 VIII 1629 zm. 17 VI 1696         |                                                           |                                                           |                                                        |                                                        |  |  |
|                                                          |                                                          |                                                                                             |                                                                                             |                                                          |                                                          |                                                           |                                                           |                                                        |                                                        |  |  |
|                                                          |                                                          |                                                                                             |                                                                                             |                                                          |                                                          |                                                           |                                                           |                                                        |                                                        |  |  |
|                                                          |                                                          |                                                                                             |                                                                                             |                                                          |                                                          |                                                           |                                                           |                                                        |                                                        |  |  |
| Jakub Ludwik Sobieski ur. 2 XI 1667 zm. 19 XII 1737      | Jakub Ludwik Sobieski ur. 2 XI 1667 zm. 19 XII 1737      | NN Sobieska ur. 9 V 1669 zm. 9 V 1669                                                       | NN Sobieska ur. 9 V 1669 zm. 9 V 1669                                                       | NN Sobieska ur. 9 V 1669 zm. 9 V 1669                    | NN Sobieska ur. 9 V 1669 zm. 9 V 1669                    | Teresa Teofila Sobieska ur. X 1670 zm. X 1670             | Teresa Teofila Sobieska ur. X 1670 zm. X 1670             | Adelajda Ludwika Sobieska ur. 15 X 1672 zm. 10 II 1677 | Adelajda Ludwika Sobieska ur. 15 X 1672 zm. 10 II 1677 |  |  |
|                                                          |                                                          |                                                                                             |                                                                                             |                                                          |                                                          |                                                           |                                                           |                                                        |                                                        |  |  |
| Maria Teresa Sobieska ur. 18 X 1673 zm. 7 XII 1675       | Maria Teresa Sobieska ur. 18 X 1673 zm. 7 XII 1675       | NN Sobieska ur. X 1674 zm. X 1674                                                           | NN Sobieska ur. X 1674 zm. X 1674                                                           | Teresa Kunegunda Sobieska ur. 4 III 1676 zm. 10 III 1730 | Teresa Kunegunda Sobieska ur. 4 III 1676 zm. 10 III 1730 | Aleksander Benedykt Sobieski ur. 9 IX 1677 zm. 19 XI 1714 | Aleksander Benedykt Sobieski ur. 9 IX 1677 zm. 19 XI 1714 | NN Sobieska ur. 13 XI 1678 zm. 13 XI 1678              | NN Sobieska ur. 13 XI 1678 zm. 13 XI 1678              |  |  |
|                                                          |                                                          |                                                                                             |                                                                                             |                                                          |                                                          |                                                           |                                                           |                                                        |                                                        |  |  |
| Konstanty Władysław Sobieski ur. 1 V 1680 zm. 28 II 1726 | Konstanty Władysław Sobieski ur. 1 V 1680 zm. 28 II 1726 | dziecko ur. na przełomie 1681 i 1682 zm. na przełomie 1681 i 1682                           | dziecko ur. na przełomie 1681 i 1682 zm. na przełomie 1681 i 1682                           | Jan Sobieski ur. 4 VI 1683 zm. (przed 12 IV) 1685        | Jan Sobieski ur. 4 VI 1683 zm. (przed 12 IV) 1685        |                                                           |                                                           |                                                        |                                                        |  |  |

## Upamiętnienie
Nazwy fizjograficzne

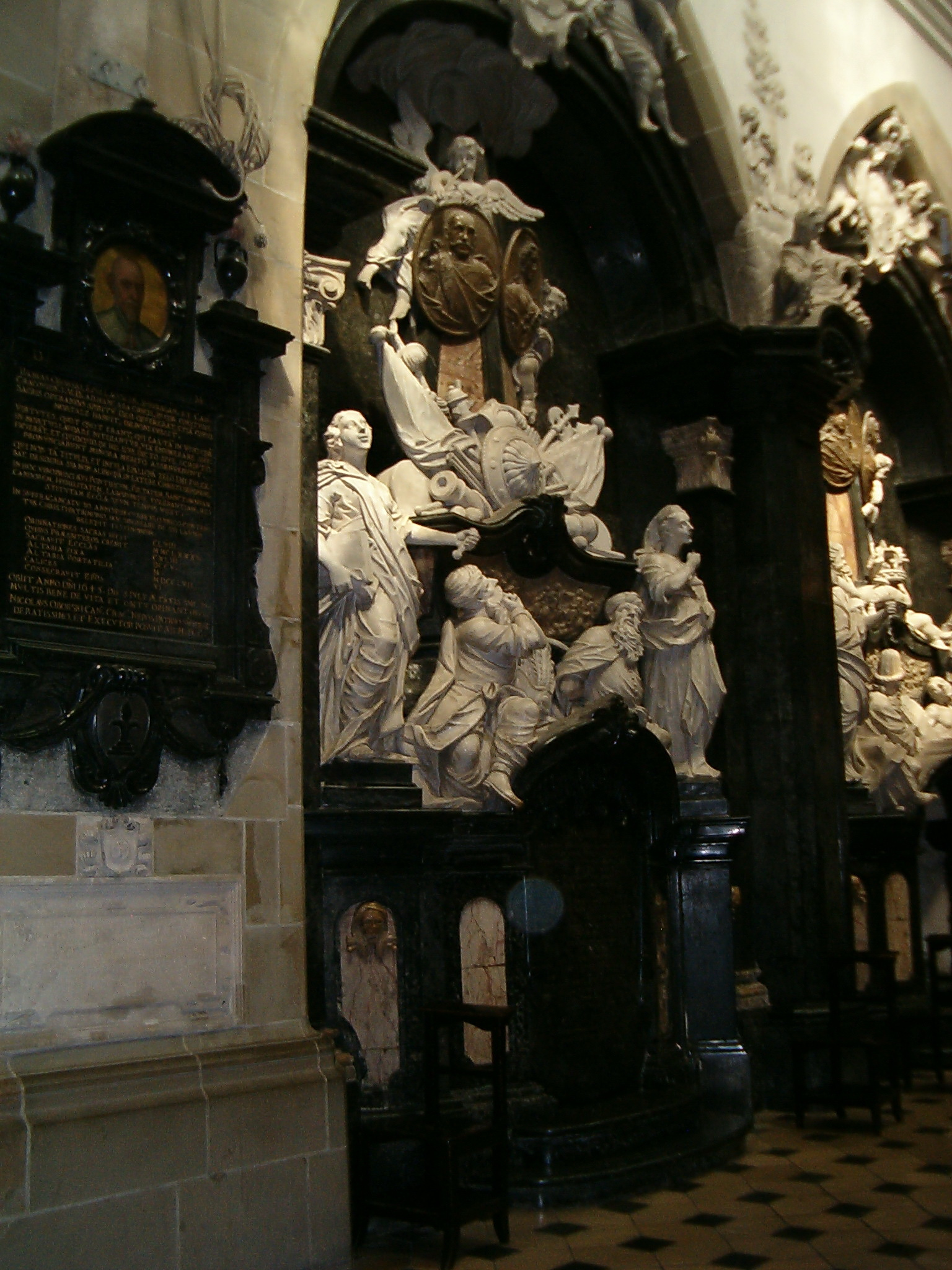
Nagrobek Jana III Sobieskiego w katedrze na Wawelu

- Kanał Sobieskiego w dzielnicy Wilanów w Warszawie.
- Las Sobieskiego w dzielnicy Wawer w Warszawie.

Pomniki i tablice pamiątkowe

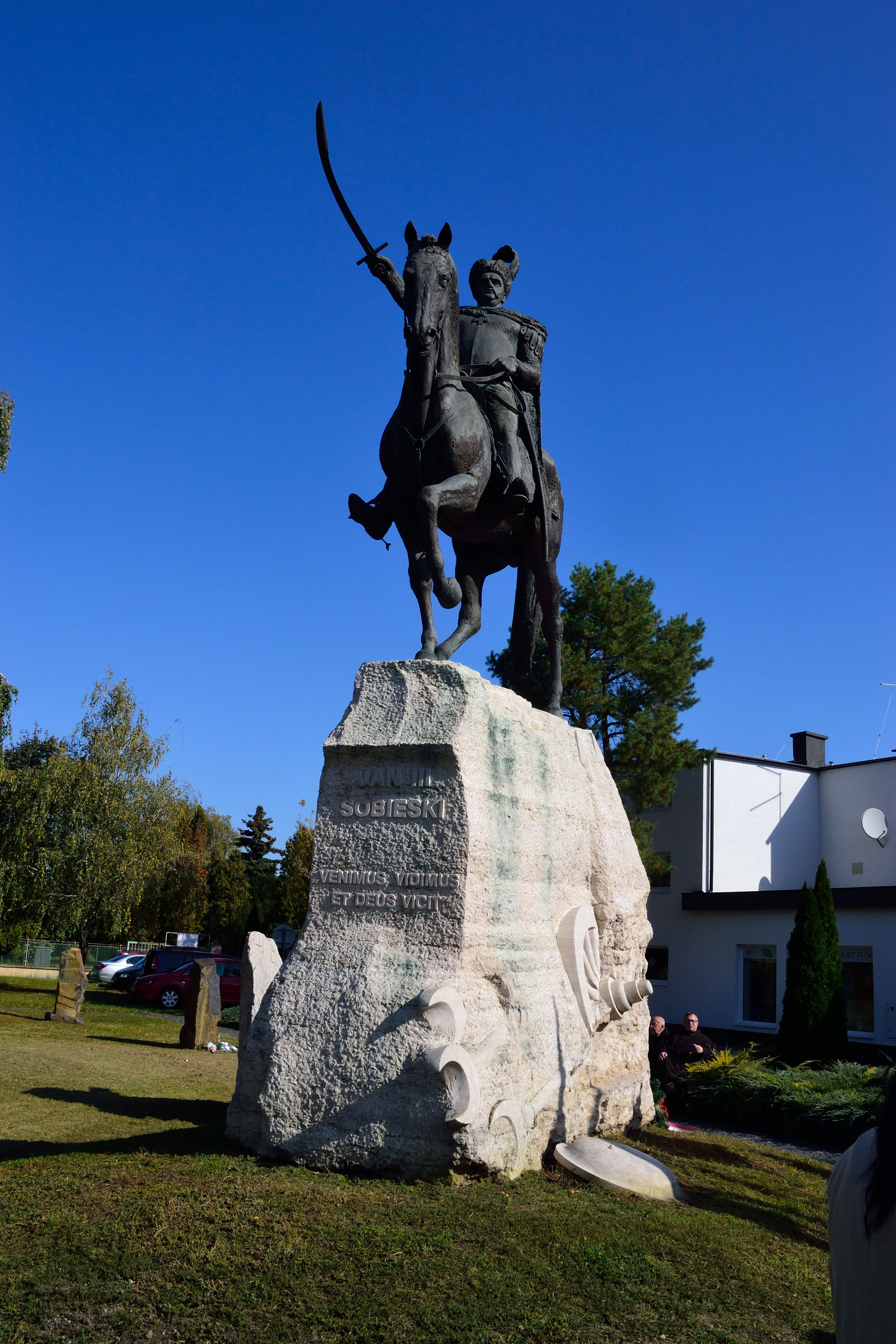
Pomnik Jana III Sobieskiego w Parkanach, zdj. 8 października 2019 r.

- Pomnik Jana III Sobieskiego w Ogrodzie Strzeleckim w Krakowie przy ul. Lubicz. Monument powstał z fundacji Bractwa Kurkowego w 1883 r., w dwusetną rocznicę odsieczy wiedeńskiej. Autorem pomnika był Walery Gadomski, któremu pomagał jego uczeń Michał Korpal. Naturalnej wielkości posąg króla umieszczony jest na ozdobnym cokole, którego dolną część dekoruje herbowa tarcza. Na postumencie widnieje napis: Jan III Sobieski Król Polski. Całość została posadowiona na szerokiej, masywnej podstawie[57].
- Pomnik Jana III Sobieskiego w Warszawie na Agrykoli, Andre Le Brun, dłuta Franciszka Pincka.
- Pomnik Jana III Sobieskiego w Gdańsku na Targu Drzewnym.
- Tablica upamiętniająca wygraną bitwę pod Wiedniem, znajduje się w kościele pw. św. Mikołaja Biskupa w Zgórsku koło Mielca.
- Pomnik Jana III Sobieskiego w Płonce Kościelnej, 1983
- Pomnik Jana III Sobieskiego w Komorowie k/Ostrowi Mazowieckiej na terenie byłej Szkoły Podchorążych Piechoty w tzw. Alei królów i hetmanów
- Pomnik Jana III Sobieskiego w Padwie, 1789
- Pomnik Jana III Sobieskiego w Štúrovie, Lajos Győrfi, 2008 Pomnik Jana III Sobieskiego w Parkanach, zdj. 8 października 2019 r.
- Pomnik Jana III Sobieskiego w Muzeum Pałacu Króla Jana III w Wilanowie, ok. 1693
- Pomnik Jana III Sobieskiego w Wilanowie – pomnik wraz z królową Marysieńką, Tadeusz Dębski, 1999–2001
- Pomnik Jana III Sobieskiego w kaplicy Sobieskiego w kościele św. Józefa na Kahlenbergu (część pomnika Oswobodzenia Wiednia), Edmund Hellmer, 13 września 1894
- Pomnik Jana III Sobieskiego na terenie kościoła św. Michała Archanioła w Puszczy Mariańskiej, 1933
- w Ostrzyhom – obelisk z podobizną Sobieskiego, Jenö Körmendy Frim 1933
- Pomnik Jana III Sobieskiego w Przemyślu, Tadeusz Błotnicki, 1883
- Pomnik Jana III Sobieskiego w Cieszanowie, 1883
- w Narolu, kamień z medalionem przedstawiającym Sobieskiego, 1972
- w Niemirowie, obelisk z tablicą ku czci Sobieskiego, 1883 Pomnik Jana Sobieskiego w Ostrzyhomiu [ Esztergom], zdj. 9 października 2019 r.

Numizmatyka i filatelistyka

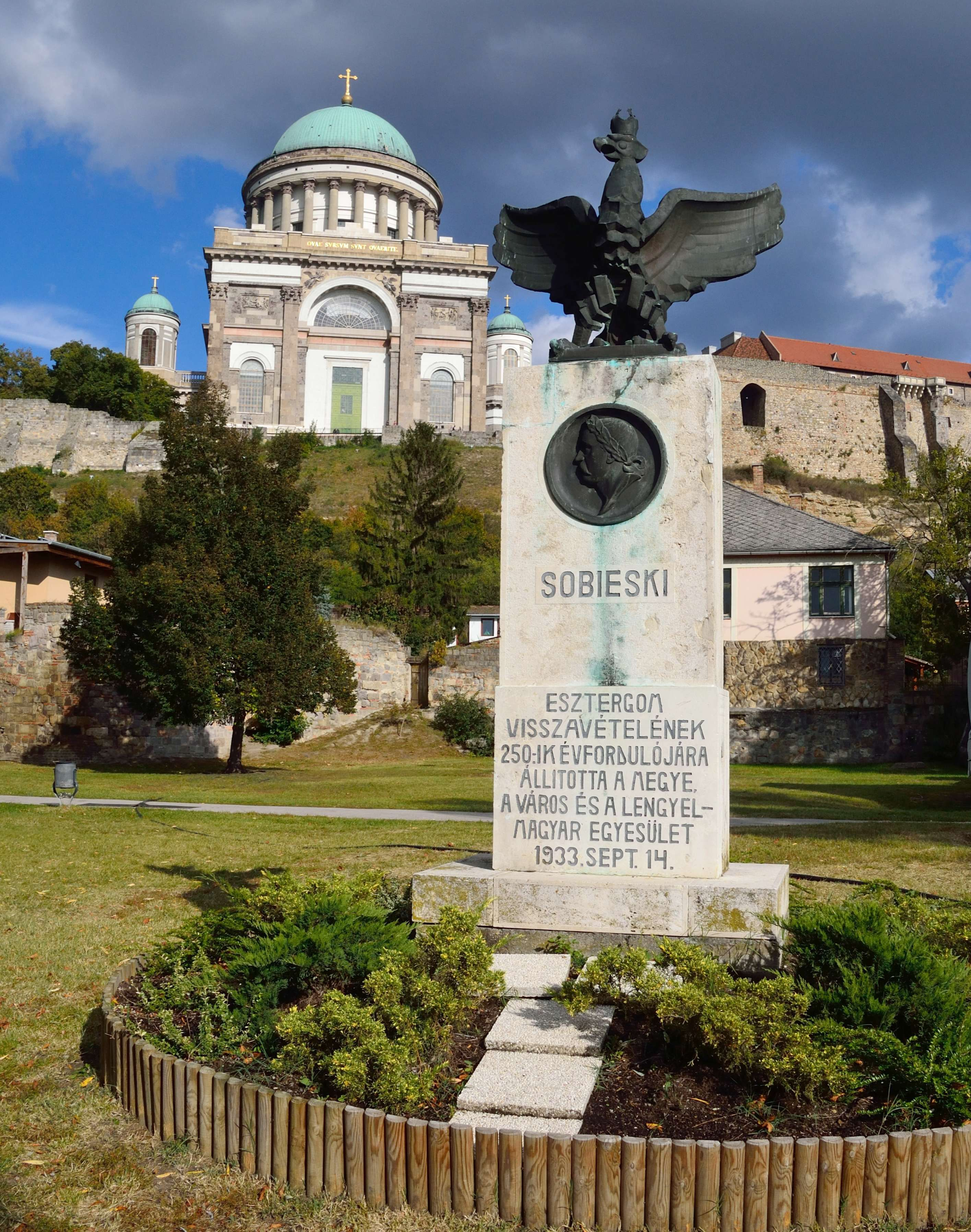
Pomnik Jana Sobieskiego w Ostrzyhomiu [ Esztergom], zdj. 9 października 2019 r.

- Polskie monety: 10 zł (1933), 10 zł (1933, klipa), 50 zł (1983)
- Polski banknot 500-złotowy wprowadzony do obiegu 10 lutego 2017[58]

Inne
- Imię Króla Jana III Sobieskiego nosi 11 Dywizja Kawalerii Pancernej w Żaganiu.

- W Brukseli znajduje się ulica oraz park imienia Jana III Sobieskiego.

## Jan III Sobieski w kulturze

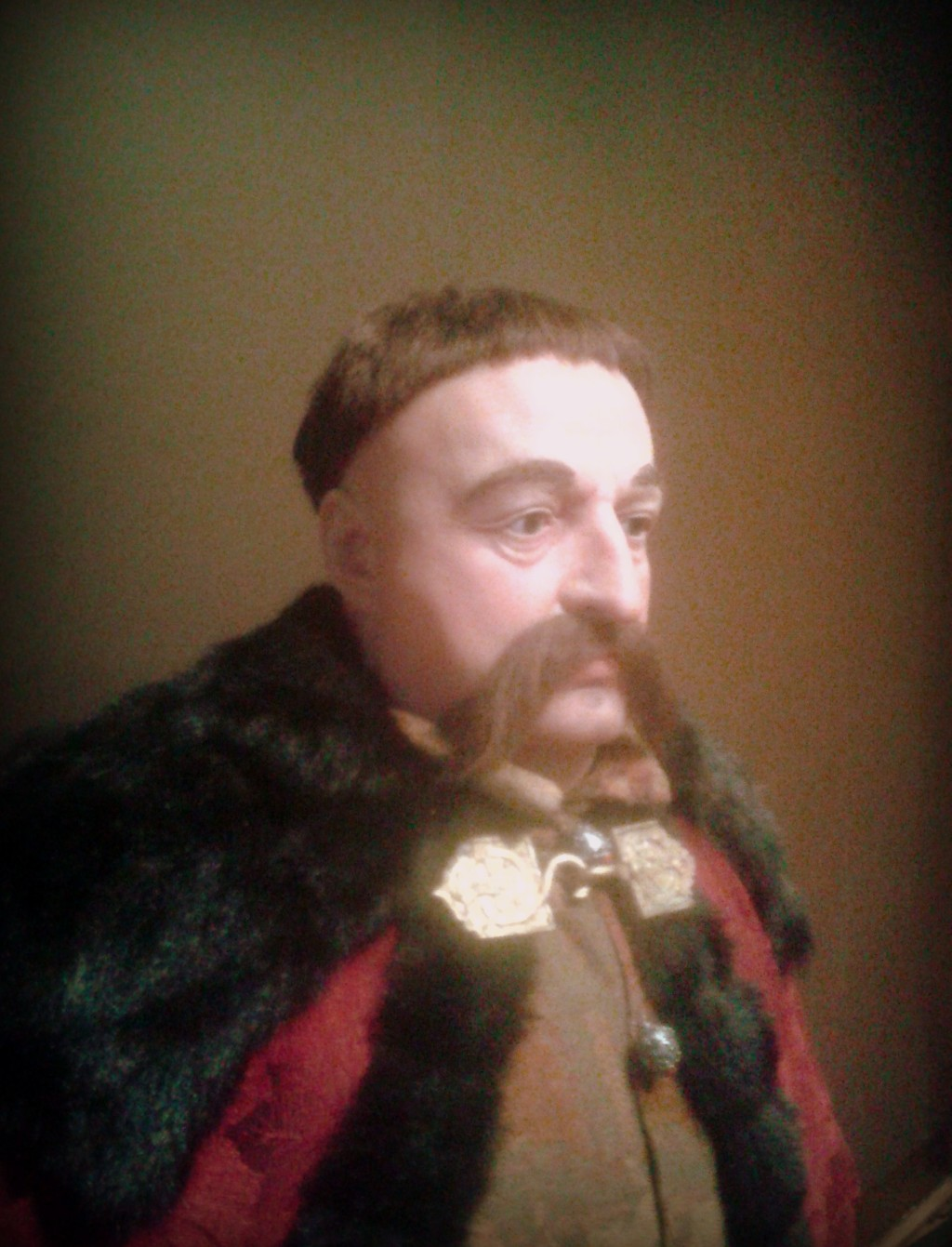
Figura Jana III Sobieskiego z Muzeum Wojska Polskiego w Warszawie

Wielu polskich i zagranicznych artystów upamiętniło Jana III Sobieskiego w swej twórczości:
- U Józefa I. Kraszewskiego jego czasy i postać występują w powieściach Adama Polanowskiego, dworzanina króla Jegomości Jana III notatki (1888) i Król Piast (1888) z 29-tomowego cyklu kronik historycznych „Dzieje Polski”, a także we wcześniejszych utworach powieściowych: Historia o Janaszu Korczaku i o pięknej miecznikównie (1874), Żywot i sprawy Imć pana Medarda z Gołczwi Pełki (1876), Pamiętnik Mroczka (1878), Cet czy licho (1882)
- Jan Matejko namalował obraz „Sobieski pod Wiedniem”, portret Sobieskiego w karacenie, szkic „Jan III Sobieski w Częstochowie” 1859
- Portret „Jan III Sobieski z rodziną” namalował w 1691 roku Henri Gascar
- Portret „Sobieski i Marysieńka” namalował w 1677 Sebastiano Bonicelli
- Portret „Jan III Sobieski z synem” namalował w 1680 Jan Tricius
- Rytowany portret Sobieskiego wykonał Charles de La Haye
- „Portret rodziny Sobieskich” z 1693 namalował nieznany artysta
- „Portret konny Jana III Sobieskiego” wykonał w 1674 roku Gonzales Coques
- „Portret konny Jana III Sobieskiego” wykonał w 1690 roku Georg Philipp Rugendas (starszy)
- Portret Jana III Sobieskiego nieznanego malarza znajduje się w Muzeum Historycznym w Sanoku
- Popiersie w kości słoniowej „Jan III Sobieski, król Polski” autorstwa Christopha Mauchera znajduje się w Bode-Museum w Berlinie
- W filmie Pan Wołodyjowski z 1969 w reżyserii Jerzego Hoffmana rolę Jana Sobieskiego zagrał Mariusz Dmochowski. Ten sam aktor zagrał Sobieskiego także w filmie Ojciec królowej z 1979 w reżyserii Wojciecha Solarza

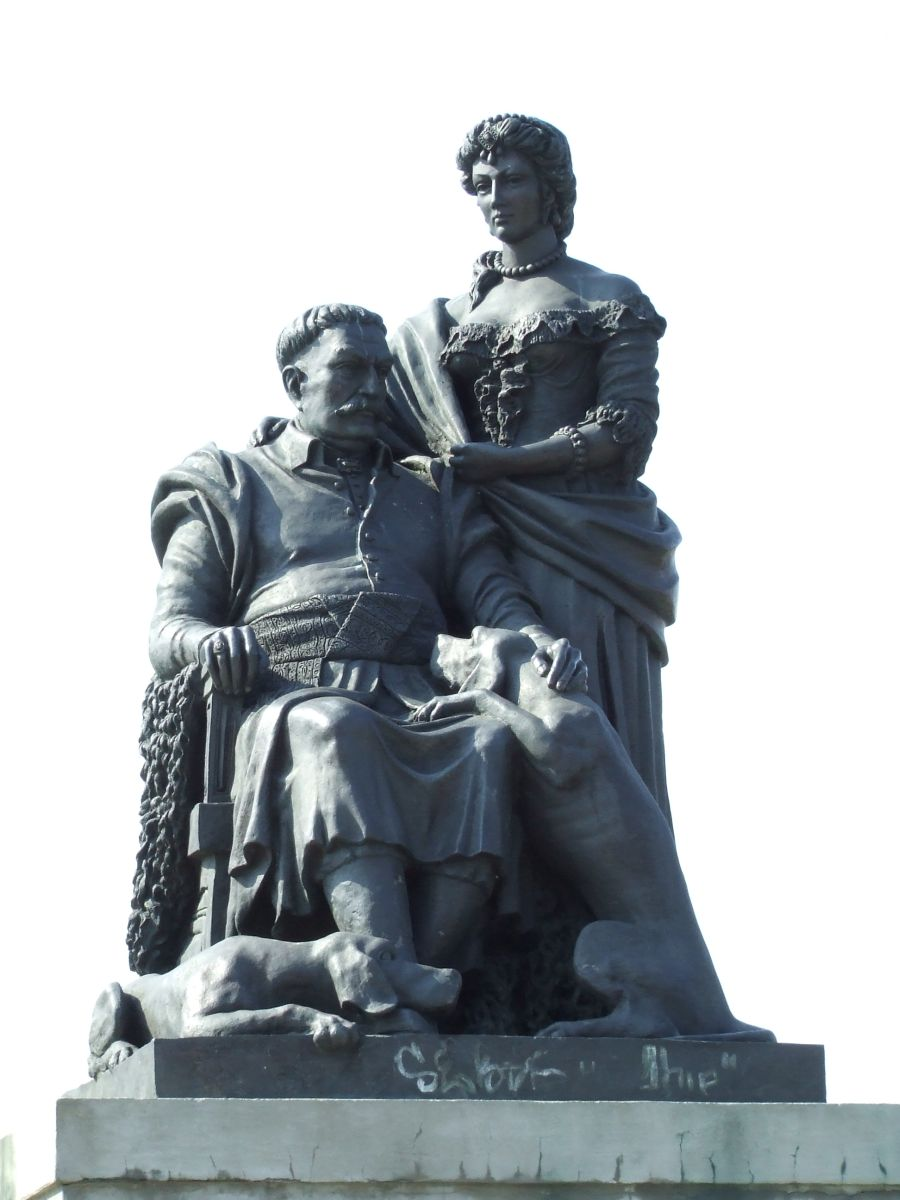
Pomnik Jana Sobieskiego i Marysieńki na Polach Wilanowskich
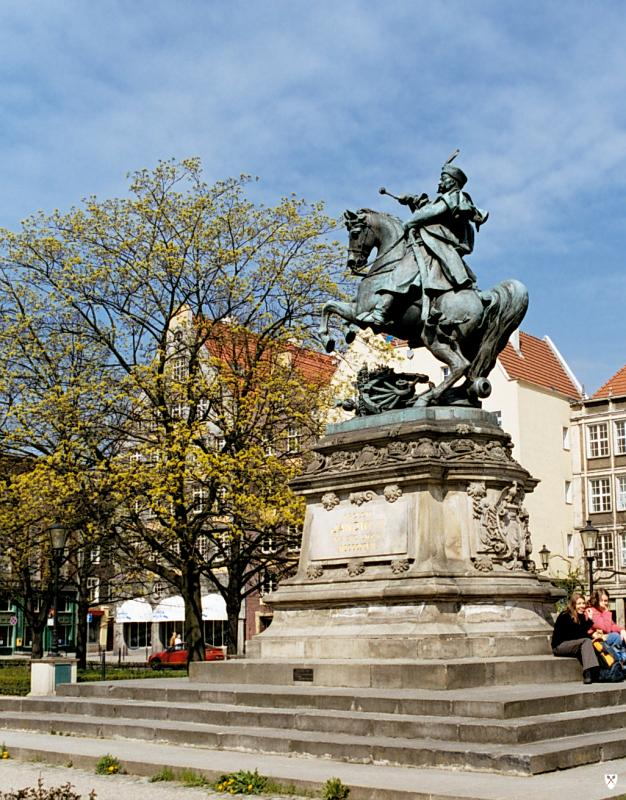
Lwowski pomnik Jana III Sobieskiego po przeniesieniu do Gdańska (fot. 2004 r.)
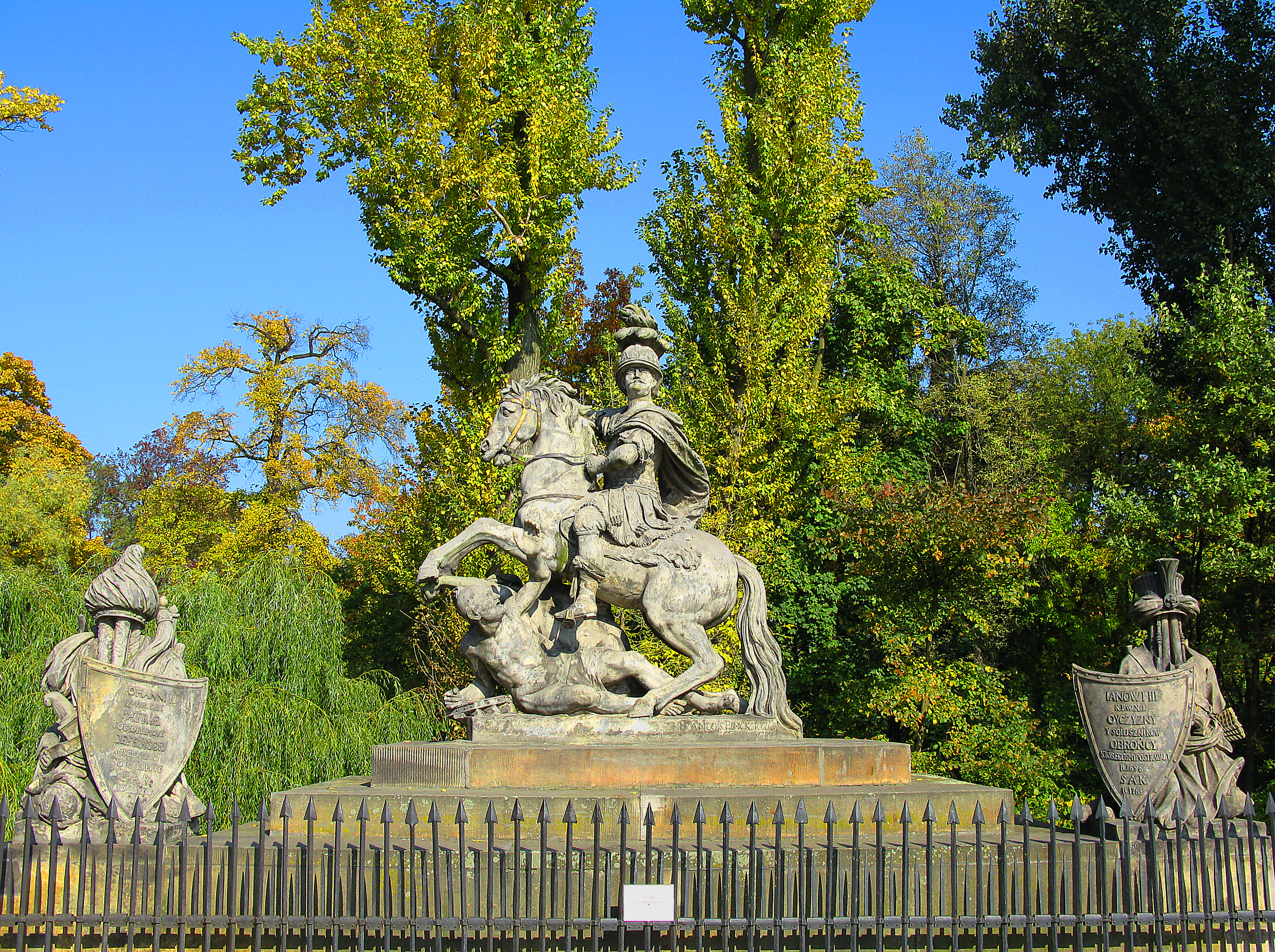
Pomnik Jana III Sobieskiego w Warszawie
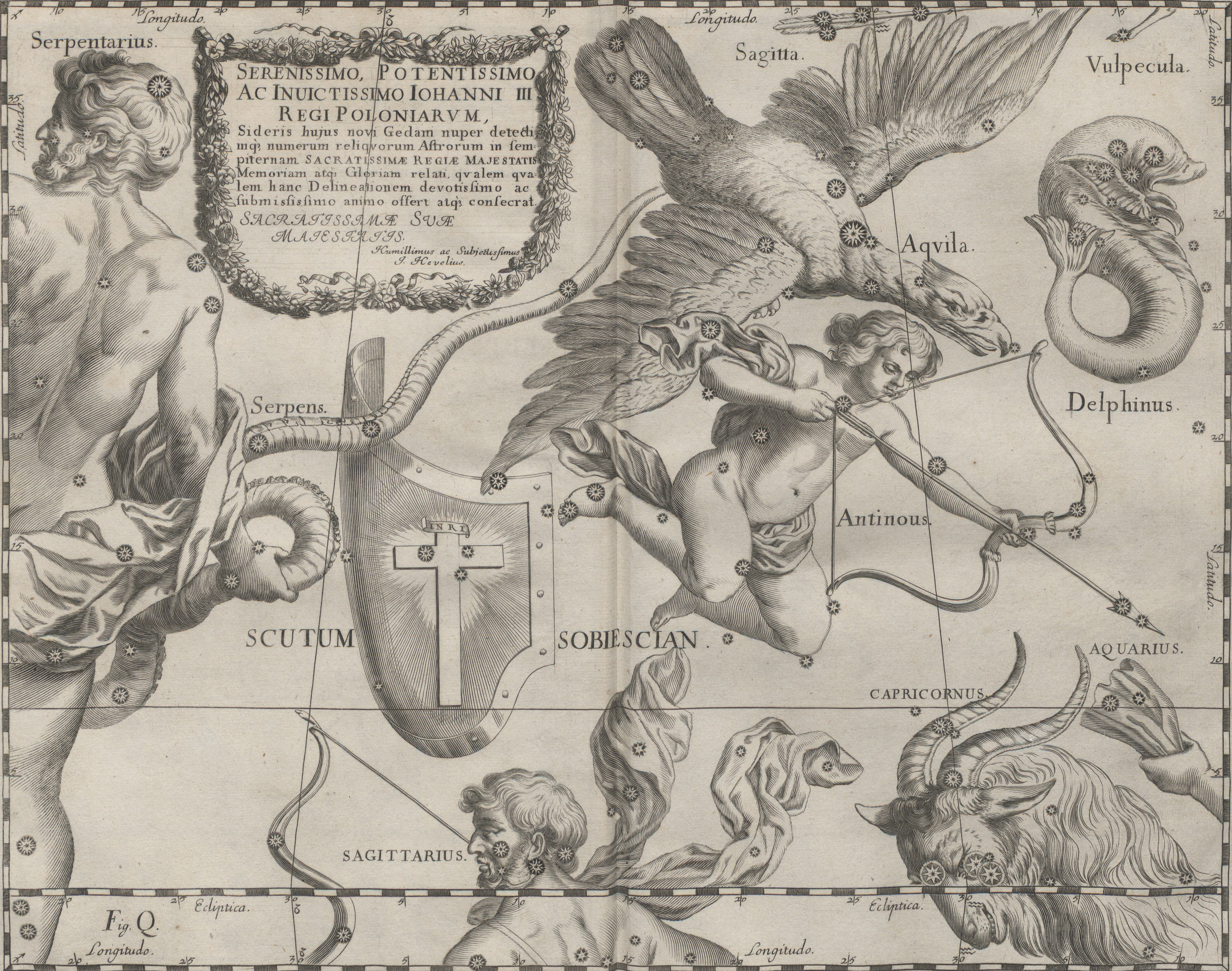
Scutum Sobiescianum w Firmamentum Sobiescianum sive Uranographia 1690
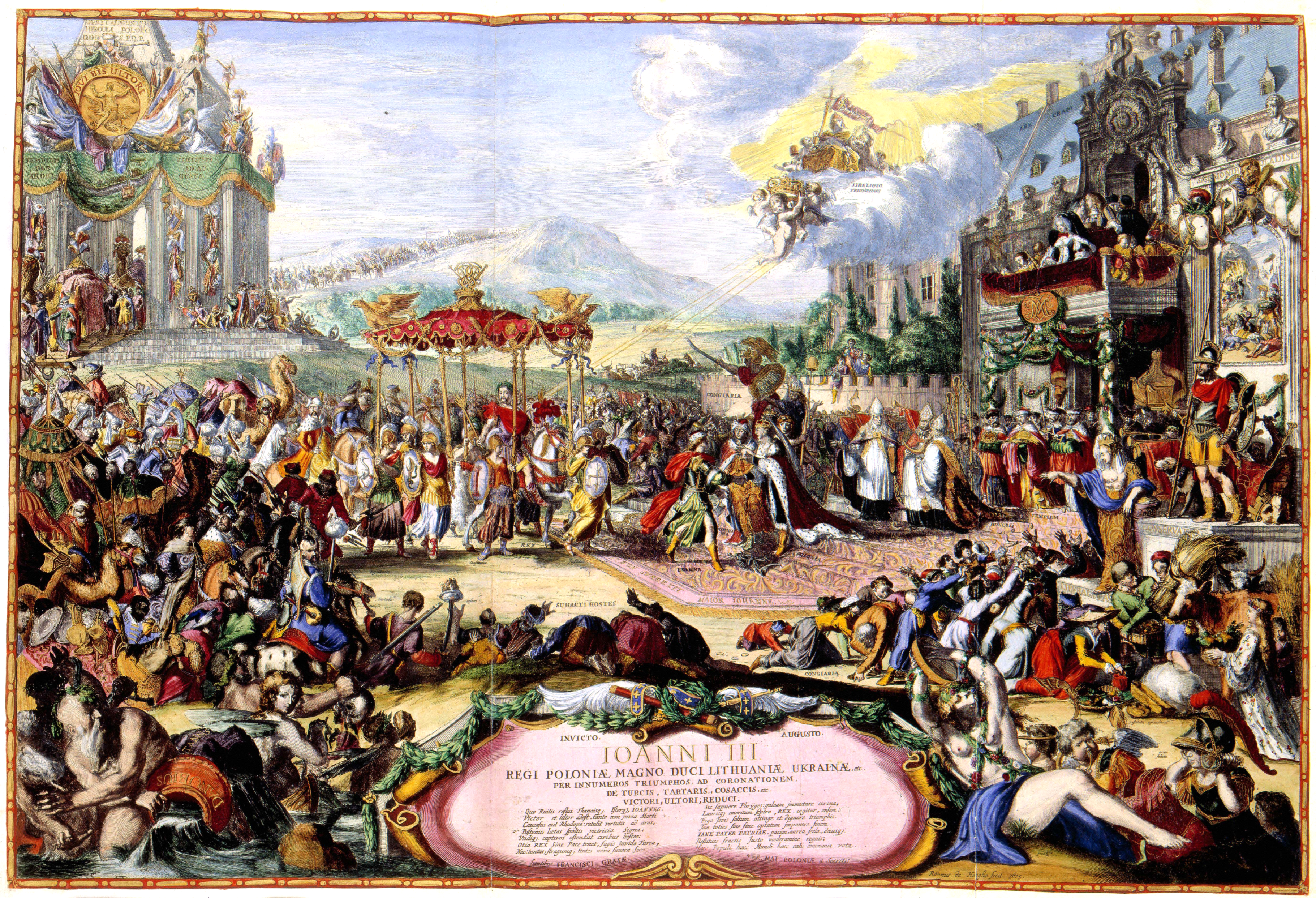
Alegoria Jana III Sobieskiego, grafika Romanusa de Hooge z 1675 roku
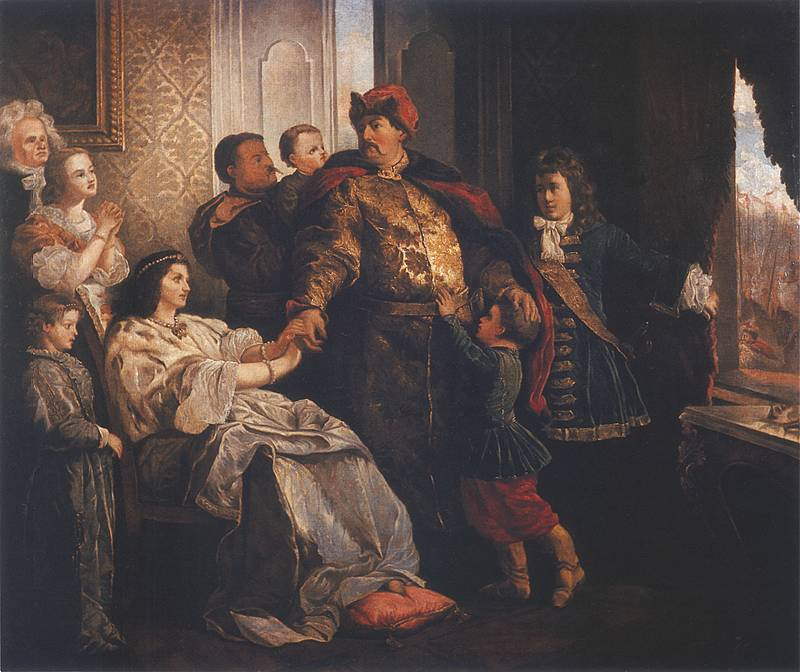
Wojciech Gerson – Pożegnanie Jana III
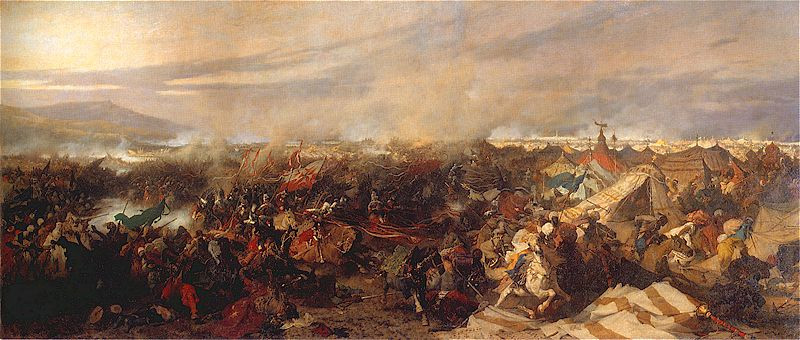
Józef Brandt – Bitwa pod Wiedniem
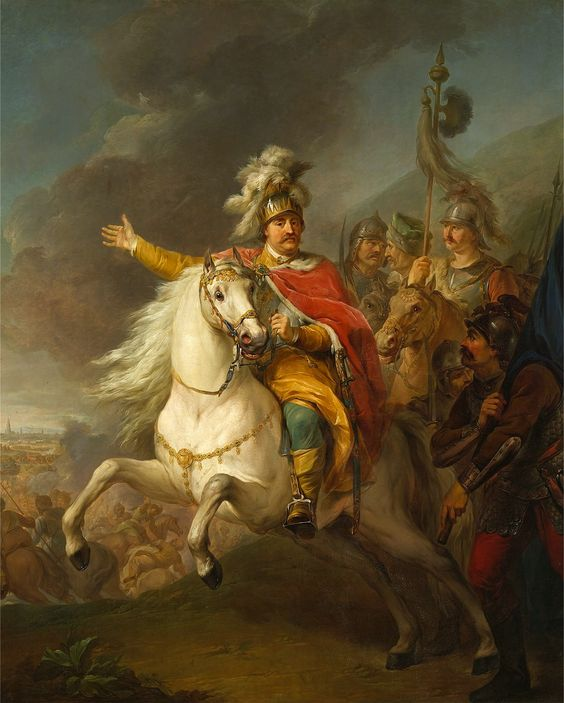
Sobieski pod Wiedniem, obraz Marcellego Bacciarellego znajdujący się w Zamku Królewskim w Warszawie